# 電磁戦隊メガレンジャー
『電磁戦隊メガレンジャー』（でんじせんたいメガレンジャー）は、1997年2月14日から1998年2月15日まで、テレビ朝日系列で全51話が放送された、東映制作の特撮テレビドラマ、および作中で主人公たちが変身するヒーローの名称。
放送時間は、1997年3月28日放送分（第7話）まで毎週金曜17時30分 - 17時55分、1997年4月6日放送分（第8話）より毎週日曜7時30分 - 8時00分（いずれもJST、詳細は後述）。

## 概要

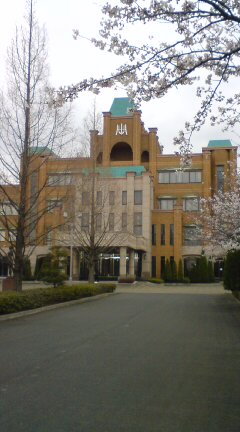
『メガレンジャー』の学校場面の撮影が行われた平成国際大学

本作品の大きな特徴として、1995年ごろから一般的に急速に普及が進んだインターネットやデジタル携帯電話、パーソナルコンピュータ、衛星放送など、いわゆる「デジタル」な要素が多く取り入れられたという点が挙げられ、メガレンジャーが持つ特殊能力「デジタルパワー」を始め、各種演出などにこうした要素が反映されている。また、物語初期には格闘ゲームの影響を受けた演出も見られる。
特撮を担当した特撮研究所は『超力戦隊オーレンジャー』以降よりデジタル合成システムの導入を本格化し、メカニックシーンなど、同年の『ビーロボカブタック』とともにコンピュータグラフィックスやデジタル合成技術を多用している。これにより、それまでのミニチュアやビデオ合成では描写不可能だったリアルかつダイナミックな特撮場面が増え、一方では新ロボやパワーアップのエピソードでもドラマ性を強調するなど一話一話が見ごたえのある作品となった。
『高速戦隊ターボレンジャー』以来の高校生戦隊だが『ターボレンジャー』が「ヒロイックな高校生」を描いたのに対し、本作品では前作『激走戦隊カーレンジャー』から「等身大の正義」を引き継いだ「等身大の高校生」が描かれ、修学旅行や文化祭や受験といった、学園生活を題材にしたストーリーも制作された。また、学校場面についてはリアルさを出す目的もあり、埼玉県加須市にある実際の学校施設（平成国際大学）もロケ地として使用された。
本作品ではブラックがリーダー、サブリーダーがイエローと設定されており、レッドはこれまでの作品とかなり違う切り込み隊長的な描写がなされているなど、当時としては珍しくレッドがリーダーでない戦隊である。変身前と変身後における「本名とコードネームの使い分け」や、敵と一般人の双方に正体を隠すというスタンスも取られており、後者については終盤で一般人が正体を暴露したメンバーを迫害するという展開にも活かされているが、一方で第2話や第8話などの劇中描写から、当初は必ずしも徹底されてはいなかった。
当初はCD状のソーサーの腹部や携帯電話型の腕部などデジタル家電的なデザインの従来と同様5体合体のロボットだったが、バブル崩壊による玩具のロープライス化や前作との差別化を考慮して『電子戦隊デンジマン』以来の変形ロボとなった。一方、中盤でギャラクシーメガに代わって登場したメガボイジャーは再び5体合体となっている。
オープニングのタイトルコールは、冠名である「電磁戦隊」を戦隊メンバー役の5人が、戦隊名である「メガレンジャー」を、メンバー役とは異なる人物が英語本来の発音に近い形でコールするという、他作品にはない非常に斬新な形式をとっている。また、番組内のテロップも前作『激走戦隊カーレンジャー』から一新され、写研製のフォント・ゴーシャEの書体が使われた。

### 放送時間
それまで平日18時台にて放送されていたニュース番組を、17時台からの2時間枠に拡大した『スーパーJチャンネル』の新設や、朝日放送や（地元高校が一日4試合開催時の第4試合に登場する）一部地域の局でなされていた、全国高等学校野球選手権大会の中継放送に伴う夏季の放送休止の回避などといった理由から、本作品では1997年4月6日放送分よりそれまでの金曜17時台後半から、日曜7時台後半へと放送時間帯が大きく変更された。これに伴って放送時間が従前の25分から30分に拡大したことで、本編ならびに次回予告の時間も併せて延長されることとなった。

## あらすじ
1997年、諸星学園高校3年伊達健太は、巷で人気のアーケードゲーム『メガレンジャー』を遊ぶために訪れたゲームセンターで謎の男たちにスカウトされ、とある施設に連れて行かれる。男たちは世界科学連邦 (I.N.E.T.) の職員で、健太はI.N.E.T.のあるプロジェクトに抜擢されたのだという。
健太が詳細を聞こうとした時、I.N.E.T.の拠点である施設デジタルセンターを激しい衝撃が襲い、ついでこの世のものならざる異形の存在が襲撃してきた。混乱の中、偶然見学に来ていた同じ高校のデジタル研究会（デジ研）部員、遠藤耕一郎・並樹瞬・城ヶ崎千里・今村みくと落ち合った健太を前に、I.N.E.T.の指導的科学者久保田衛吉博士は、異形の存在がネジレジアという異次元からの侵略者であることや、健太がI.N.E.T.の組織したデジタル戦士メガレンジャーとしてネジレジアの侵攻から地球を守るべく合格して選ばれたことを告げる。実は、アーケードゲーム『メガレンジャー』とは電磁戦隊メガレンジャー適格者の選抜テストのために設置した訓練用テストマシンだった。さらに、機能停止したエレベーターを連携して再起動させたデジ研4人の優秀さに目を見張った久保田は、彼らにもデジタイザーを渡し、インストールしてI.N.E.T.職員がシャトルで脱出するまでの間、ネジレジアを食い止めるよう依頼する。
好奇心からメガレンジャーになることを応諾した健太たちであったが、それは現実世界（三次元）の防衛の任務と卒業を1年後に控えた高校生活、熾烈な二重生活の始まりを意味していた。

## 登場人物

### 電磁戦隊メガレンジャー
邪電王国ネジレジアの侵略に対抗するためにI.N.E.T.が組織したスーパー戦隊。初期メンバーの5人は諸星学園高等学校の3年の同級生で、第2話で東京都武蔵野市に住んでいることが言及されている。5人のうち耕一郎、瞬、千里の3名は成績上位4位以内にランキングされる秀才。後半に加入したシルバーこと早川裕作はI.N.E.T.の職員である。
初期メンバー5人の名字をローマ字で表記し、その頭文字を並べると「Date」「Endou」「Namiki」「Jougasaki」「Imamura」で「DENJI（電磁）」になる。
伊達 健太（）
諸星学園高校3年A組の生徒で、同校デジタル研究会のメンバー。青果店「八百勝」の息子で劇中では母親が登場しており、父親はVシネマ『電磁戦隊メガレンジャーVSカーレンジャー』のみ登場。義理人情に厚く、曲がったことが嫌いな猪突猛進型の性格でチームの切り込み隊長的役割を担う。困難は根性で乗り越える。血液型はO型。
焼肉が大好物で、メガレンジャーに入る条件として、特上カルビをおごってもらうよう要求したり、夏休みには焼肉店でバイトしたほど。
普段は軽い言動が目立つが、根は意外に真面目で、ギレールに盾にされた子どもを攻撃に巻き込んでしまった時やデルタメガの操縦を敵の無線機に奪われた際には不可抗力であったにもかかわらず非常に責任を感じている。久保田博士はその性格をして「自分の旧友の鮫島（＝ヒネラー）によく似た性格」と評している。
勉強はまるで苦手で、せっかく千里たちが作ってくれた試験の予測問題も自分でやらずに答えを教えてくれなかったと逆ギレをするほど。パソコンはからっきしで瞬によるとキーボードを見るだけで蕁麻疹が出るらしい。だが、コンピューターゲームの腕前は驚異的で、ゲーセン荒しを瞬殺する腕前を持つ。その天性の才能とテクニックを見込まれてメガレンジャーにスカウトされ、高い操作技術からギャラクシーメガ、メガボイジャーなどのメインパイロットを務める。
『星獣戦隊ギンガマンVSメガレンジャー』では、グレゴリに苦戦するギンガマンたちの前に助っ人として乱入。グレゴリを撤退させてギンガの森に招待される。自己紹介の自作の名刺によると大学受験に失敗して現在浪人中。相変わらずのお調子者で、モークをおっさん呼ばわりしたり、千里のいる明鳳大学に入ろうとした際に、リョウマたちの服を着替えさせて、リョウマの服を着て遊んでいた。
『海賊戦隊ゴーカイジャー』では第39話に登場。母校である諸星学園の教師およびデジタル研究会の顧問になっている。ゴーカイジャーたちを「待ってたよ〜」と待ち構えており、大いなる力を渡す条件として諸星学園で生徒として生活することを要求。健太の狙い通りにそれぞれが生徒たちの夢や希望、恋愛のときめきに触れたマーベラスたちは夢の素晴らしさを知る。最後には大いなる力を託した。
- 演じる大柴邦彦は、健太の人物像は大柴に似ていると自他ともに認めており、後半はほとんど自分と同一視して演じていたという。東映プロデューサーの髙寺成紀は、リアルな高校生の言葉遣いでは子供の手本としては不向きだと考えていたが、大柴の演技では乱暴な言い回しをしても悪意のなさが伝わっており、大柴本人のキャラクターに救われたと述べている。

メガレッド
伊達健太が変身する戦士。
ヘルメットにはスーパーコンピューターの機能がインプットされており、パワーとスピードのバランスを闘いに応じて調整する機能がインプットされている。戦闘時の能力をサポートし、敵のデータを情報分析して戦闘データから最適な攻撃方法や技、戦法を算出する。レッド本人は手法にこだわらずに自由な攻撃を行うケンカ殺法を得意とする。

遠藤 耕一郎（）
デジタル研究会の部長で、メガレンジャーのリーダー。常に冷静沈着で責任感が強い。瞬、千里と同様成績はトップクラスで、学年テストでは104人中4位。血液型はA型。
クラスでは学級委員長を務める真面目人間で、第4話では「電磁戦隊日課表」なる1日のスケジュール表を作って戦士としての理想の生活をみんなに仕込もうとしたほど。感情的になる健太を止める役目に回ることが多い。マイペースで融通が利かず、やや頑固で頭が固いところがあり、朴念仁と言われたこともある。将来は弁護士になることを希望しているが、女性は苦手らしい。真面目が過ぎる上に僅かなミスさえも嫌う性格が災いし、己のミスで点数を落としたことを引きずり、 退学届を出したほどである。またサッカーが得意で、弟の真二に教えている。
『星獣戦隊ギンガマンVSメガレンジャー』では、中盤に久保田がギンガブレスのデータを科学的に分析して完成した試作品の装置を持って瞬・みくと共に登場。船で敵の本拠地である鬼岩島にギンガマンと共に乗り込む。
- サッカーが得意という設定は、演じる江原淳史の経歴に基づいており、江原は武南高校時代に第71回全国高等学校サッカー選手権大会で得点王になったことがある。江原はサッカーのシーンでNGを出すような不安はなかったと述べている。

メガブラック
遠藤耕一郎が変身する戦士。
ヘルメットにはデジタル衛星の機能がインプットされており、作戦情報を収集する機能を備えている。リーダーとして作戦指示を行う司令塔である。また5人の中で最もパワーに優れている。

並樹 瞬（）
デジタル研究会のメンバー。プログラム作成とCG作品に優れた腕前を発揮し、将来はプロのCGデザイナーになりCGの個展を開きたいと思っていて、第3話で1度はメガレンジャーになることを断っている。血液型はAB型。星座はおとめ座。幼いころに日本を代表するフルート奏者の母親を亡くしている。
クールな二枚目で女子に良くモテており、みくも彼に憧れているが彼の方は全くその気がない。物静かで冷静だが、人一倍仲間を思う気持ちは強い。演技力も高く、敵に操られた振りをしてうまく欺いたこともある。また、学年テストの成績は104人中、2回続けてトップと成績も優秀。対照的な健太を最初はバカにしていたものの、ネジレジアとの戦いを通じて健太のことを見直していき、ときには息の合ったコンビを見せるようにもなった。
『星獣戦隊ギンガマンVSメガレンジャー』では耕一郎、みくと共に登場。みくとは日頃からEメールでやり取りしており、恥ずかしいメールをバラしておちょくっていた。鬼岩島に乗り込む際に船を操縦している。
- 演じる松風雅也は、当初のキザさやクールという設定から変化がなく演じ方を迷ったが、徐々に自ら瞬の人物像を作り上げていった。第37話でのバンドシーンでは、松風が実際にギターを弾いており、ギター経験があった松風は演奏シーンがあると聞いて監督の田﨑竜太に自ら演奏することを申し出て、音源をもとに自ら譜面もおこした。

メガブルー
並樹瞬が変身する戦士。
ヘルメットにはデジタルテレビの機能がインプットされており、精巧な立体映像や仮想空間の投影、歪んだ空間の修復の能力を持つ機能が搭載されている。スピードや虚像で相手の隙を突いて混乱させるなど頭脳戦を得意とする。

城ヶ崎 千里（）
メガレンジャーのサブリーダー的存在。成績優秀でスポーツ全般（特にテニス）が得意。血液型はB型。学年テストの成績は104人中、第3位。
カメラマン志望で、写真投稿誌「フォトマガジンCAPO」に投稿するくらいの腕前がある。歌もうまく、学園祭でその歌声が披露されたが、その学園祭当日に限って病気になるというジンクスがある。自由奔放なみくには振り回されることが多い。また、健太によるとみくと共に口が軽い。片想いでもある耕一郎に気があるようだが、両者の進展はほとんどない。大のおばあちゃん子。また水着は赤色に花柄の付いたビキニを愛用しており披露したこともある。
『星獣戦隊ギンガマンVSメガレンジャー』では、テレビシリーズ47話で受験した明鳳大学に無事進学。ギンガブレスの解析のために健太がリョウマたちを連れて彼女の元を訪れる。だが解析中にヒズミナにギンガブレスを奪われてしまい責任を感じてしまう。
- 演じる田中恵理は、千里の人物像は優等生だった小学校時代の友人をモデルにしている。

メガイエロー
城ヶ崎千里が変身する戦士。
ヘルメットにはデジタルカメラの機能がインプットされており、敵の弱点や見えない敵を発見し、彼女の知性を生かした情報分析をサポートする。空中から放つ連続キックや武器攻撃など、身軽なアクションを見せる。

今村 みく（）
デジタル研究会のマスコット的な存在。明るく元気でちょっと甘えん坊。千里同様に口が軽い。好きなことに対してははしゃぐタイプである。よく告白されているが、自身は瞬に対して気がある。ついつい余計なことを言ったりしたりで怒られるものの、どこか憎めないのも彼女の魅力である。学年テストの順位は104位中45位。健太によれば頑張ればもっと上位に行けるとのことだが、勉強が苦手なため、サボりがち。敵の作戦にたびたび引っ掛かることがあり、第17話ではガマネジレの成長促進剤でIQ800の天才スーパーみくになったことがあり、第29話ではブタネジレのダイエットクレープで大食い人間にされた。食いしん坊でケーキが大好物。血液型はO型。星座はうお座。愛用している水着は青色で千里同様披露もした。
『星獣戦隊ギンガマンVSメガレンジャー』では耕一郎、瞬と共に登場。瞬との関係に多少進展があったようで、Eメールのやり取りをバラされて慌てていた。
『百獣戦隊ガオレンジャーVSスーパー戦隊』では、女性戦士代表として登場。『メガレンジャー』本編から数年が経ち大人っぽい女性になっている。髪型も切りショートカットである。自分がしっかりしなければと気ばかりはやっていた大河冴（ガオホワイト）に「仲間を信じる心」の大切さを教えた。
- 演じる東山麻美は、みくを演じるにあたってドジなだけではなく憎めないかわいさを出すことを意識していたが、はっきりとした方法はなく一生懸命やるだけであったと述べている。また、元気さを出すために1年間テンションを上げているのは大変であったと述懐している。瞬との関係性では、メイン回以外でも視線を向けるなどして、みくの想いを出すことを意識して演じていた。

メガピンク
今村みくが変身する戦士。
ヘルメットにはデジタル携帯電話の機能がインプットされており、電波や音波をサーチしたり発信したりすることができ、情報収集やかく乱戦に効果を発揮し、敵の調査結果を仲間に素早く知らせる。
怒るとネジレ獣をも投げ飛ばすパワーを発揮する。

早川 裕作（）
第24話で参戦した6人目の戦士。25歳。I.N.E.T.MEGA特別開発班チーフで、初期メンバー5人のよき兄貴分的存在。研究員だが体を鍛えることが趣味で、素手での格闘能力も高いが、水泳は苦手。料理も得意でブタネジレを陥れた。愛車はSUZUKI RF400RV。
宇宙空間に活動拠点を築くスペースメガプロジェクトを進めていたが、お節介な性格のため戦うメガレンジャーの初期メンバー5人を見て手助けをしなければと、プロジェクトの合間に勝手にプロトタイプの試作用メガスーツを改良し、自分の専用マシンオートスライダーまで用意して参戦した。豪快に明るく頼れる兄貴を気取るところがあるようで、初登場の際には5人それぞれの前に現れては思わせぶりな言葉を残していって5人に怪しまれたり、変身時間の制限をなくそうと試みた際には「失敗したらかっこ悪いから」という理由でそのことを5人に隠し、健康診断の際に「限られた時間を有効に使うことを考えた方が」といった医師との会話を偶然立ち聞きした健太とみくに口止めを求めて勘違いされ、無用な心配をさせたりしていた。このようにお調子者なところはあるもののネジレジアと戦う5人の力になりたいという熱意は本物であり、久保田博士にケイタイザーをロックされ出撃を禁じられた際には「誰かが戦わなきゃならないなら、俺は自分が戦いたいんです!」と訴えてロックを解除してもらっている。特別開発班チーフという要職ゆえ久保田博士や来島副長官などI.N.E.T.上層部は彼が戦場に出ることを快く思っていない節があるが、久保田博士は「取りあえずやることさえやってくれれば」と半ば根負けのような形で容認している。

メガシルバー
早川裕作が変身する戦士。
ヘルメットにはI.C.チップが組み込まれており、頭脳とパワーの両方を発揮することができる。
初期は2分30秒しか変身出来ず、これが原因で6人の中で最初にネジレジアに正体を知られている。
- メガシルバー登場編の脚本を担当した小林靖子は、自身の格好良さへの渇望から勝利と同時に変身が解けるという描写を発想し、時間制限はそのために設けたと述べている。また、制限が解消されたのはロボットの操縦を行うには無理があるためであったからと証言している。

### I.N.E.T.
久保田 衛吉（）
世界科学連邦I.N.E.T.に所属する科学者で、メガプロジェクトの実行責任者。研究の最中にネジレ次元の存在に気付き、異次元からの彼らの侵略に備え地球防衛プロジェクトメガプロジェクトをスタートさせていた。特技はトランペット演奏で、その腕前を披露したこともある。
ネジレジア侵攻に際して、若い5人の可能性に掛けて健太たちをメガレンジャーに任命。成り行きとはいえ、青春真っ只中の高校生である5人を任命させ戦わせていることに対して心を痛めているが、その反面彼らの資質を認め、メガレンジャーとして戦えるのは彼らしか居ないとも考えている。メガレンジャーの5人はもちろん、開発したメカにも深い愛情を注ぐ。
見た目に反してアクティブで勇敢な人で、学生時代はボクシング部所属という変り種。その経験を生かし、健太が戦う気力を失った時にアドバイスしたり、バトルライザーを与えたりした。重要な司令塔であるが、危険を承知で前線に出ることも多い。メガスーツの開発者であり、I.N.E.T.の現場監督としてメガシップ内でメガレンジャーの指揮を執る。5人にとっては頼れる存在である。
かつてネジレ次元に消えた親友・鮫島のことを天才と称し、その身を今でも案じながら、止められなかったことが心の傷になっている。終盤でDr.ヒネラーが鮫島だとわかると、単独で鮫島を諭すもヒネラーは人体強化を強化スーツ（メガスーツ）に変えたことで「研究成果を奪われた」と言われた事で怒りを露にし、抵抗するも襲われメガレンジャーに助けられる。
健太と省吾からは「おっさん（もしくは久保田のおっさん）」、健太以外の初期メンバー4人と裕作からは「博士」と呼ばれている。
立花（）
久保田博士の助手。健太たちにデジタイザーを与えた人物。久保田の片腕とも言える人物で、久保田不在時にはメガシップ内の指揮を執ることも。メガボイジャー登場後は登場しなくなった。
川崎 省吾（）
ロボット制御プログラムの権威である川崎博士の一人息子で、I.N.E.T.整備班の若きチーフメカニック。主にロボのメンテナンス・修理を担当。
メカに対する愛情は人一倍強く、特にギャラクシーメガに対する思い入れが深く、父親である川崎博士の反対を押し切り、I.N.E.T.隊員の道を選ぶ。ギャラクシーメガが戦闘で受けるダメージを修復しながら、「お前ら（メガレンジャー）のせいで、いつもギャラクシーメガの整備が大変だ!」と健太に文句を言いつつも、後に「ギャラクシーメガの傷はお前たちと一緒に必死で戦っている証拠なんだ」と打ち解け、健太と仲が良くなる。
スーパーギャラクシーメガ合体の際にも奮闘。マッドギレール戦ではギャラクシーメガを自ら操縦し、重傷を負いながらも猛攻を耐え抜いた。ギャラクシーメガ大破およびメガボイジャー登場後は、月面基地で修復作業を担当。I.N.E.T.のプログラマーの高野恵という恋人がいる。
ポップ
I.N.E.T.のエンジニアの一人。
久保田の指示を仰いだり、現状の報告をしていた。
三村（）
I.N.E.T.のメンバーの一人。司令室に勤務。名前は劇中では未呼称。
ネジレ反応を探知した際に久保田に報告したり、健太たちに通信を入れていた。ネジレンジャー撃破後のデジ研の年末の騒動を通信越しに見た時には呆れたような反応を見せていた。

### 諸星学園高校
大岩 厳（）
第12話より登場する、健太たちのクラスである3年A組の担任。担当教科は地学。教師でありながら遅刻の常習犯で、受け持ちの生徒の耕一郎に起こされている始末であるなど、一見うだつの上がらないダメ教師にも見えるが、生徒たちを一番理解している。
終盤で正体が露見し、同級生や一般人からも迫害を受けるようになったメガレンジャーの面々を恵理奈と共に擁護するなど芯の通った面もある。
厳という名前は、『電磁戦隊メガレンジャーVSカーレンジャー』のイメージ図やエピローグに出てくる卒業アルバムで判明する。
和田 シンタロウ（）
3年A組のクラスメイト。体が大きく強面で、クラスメイトからも怖がられている一面があるが、実際は口下手で気弱な性格。好物はドーナツ。
友達思いで、親友で弟分のジロウのことをとても大切に思っている。それゆえ終盤、ジロウがメガレンジャーとネジレジアの戦いに巻き込まれて重傷を負ってしまい、その際にメガレンジャーの正体が健太たちだと知った時は「お前らのせいだぞ!」と責任問題にあたる5人を責め立てて追い出してしまう。しかし、最後はクラスメイトの皆のために必死に戦う姿を見て彼らを理解し、心配した他のクラスから離れて5人を応援した。そしてラストでは涙を流しながら5人に詫びた。
みくに好意を寄せており、みくの寝顔などの写真をネタに彼女とデートしたことがある。
学業成績は健太とジロウと共に最下位を争うほどと語られており、好奇心からシボレナの罠にかかって洗脳されたこともある。
岩本 ジロウ（）
3年A組のクラスメイト。シンタロウの弟分であり親友。元いじめられっ子で、シンタロウに助けてもらってからは仲良くなる。よくシンタロウの思っていることを代弁し、「○○と、シンタロウさんはおっしゃっている」というのが口癖。
終盤でメガレンジャーとネジレジアの戦いに巻き込まれ、重傷を負ってしまうが、そのことを全く恨まず5人を応援した。
恵理奈（）
3年A組のクラスメイトで、千里の友人。文化祭に千里たちが来ないことを心配していた（当の千里はカナリアネジラーに声を入れ替えられていた）。
健太たちの正体が露見した直後も、クラスで一人だけ健太たちを庇っていた他、校長に卒業式を延期するよう直訴したが、一蹴されてしまう。
高寅 成紀（）
諸星学園高校の校長。非常に神経質な性格で、終盤で健太たちの正体を知るや否や、学校や生徒に被害が及ぶとして、責任問題にあたる5人を激しく責め立てて学園から追い出した。
さらに、彼らの所属するデジ研を黒沢に封鎖するように命じたり、健太たちのために卒業式を延期して欲しいという恵理奈の必死の説得にも耳を貸さないなど傲慢なところが見られる。グランネジロス襲来時には生徒たちを見捨てて自分だけ逃げようとするが、敵の攻撃の巻き添えになってしまう。その後、命を懸けて戦うメガレンジャーの姿を見て考えを改めたのか、健太たちがグランネジロスの自爆に巻き込まれて死亡したと思われた際には、さすがに悲しそうな表情を浮かべていた。
健太たちが生還した後は、彼らに「貴方は当学園の全課程を修了および、地球の平和を守りぬいたことをここに証明する」と書かれた卒業証書を大岩を介して授与した。
名前は卒業式のシーンに出てくる卒業証書にて確認できる。
黒沢（）
諸星学園高校の教師。終盤でメガレンジャーとネジレジアの戦いに巻き込まれ、腕を怪我してしまい、健太たちを責め立てて追い出してしまう。
その後、彼らの所属するデジ研を封鎖する際、変装したシボレナの攻撃を受けて再び負傷してしまう。

### その他
タケシ
健太の弟分でゲーセン仲間の小学生。メガレンジャー、特にメガレッドを好いている。後に母子家庭であることが判明。
サソリネジレ事件の際にギレールの策略でメガレッドからの攻撃を受けてしまい、重傷を負ってしまったり、マボロシネジラーの攻撃を避けるために、母親と一緒に船に乗って日本を脱出しようとして逆に罠にはまるなど、たびたびネジレジア絡みの事件に巻き込まれることもあった。

## メガレンジャーの装備・戦力

### 共通装備
メガスーツ
メガレンジャーの強化服。久保田博士を中心にI.N.E.T.が開発したスーツで、別名デジタルスーツ。本来宇宙開発用だったものを、ネジレジアとの戦闘用に改良したもの。あらゆる衝撃や有害光線、ガスなどから装着者を守る。一度装着すると、装着者のDNAデータが記録されるため、他の者に代わることはできない。
当初、メガシルバーはスーツが試作品であるゆえに2分30秒しか変身できなかったが後にメガウインガーに搭乗するために時間制限が無くなる改良を施して長時間の運用が可能となった。
各戦士それぞれの頭部にデジタル機器・設備をモチーフにした紋章があり、モチーフのイメージが持つ特殊機能をスーツに有している。
バトルライザー
第19話より登場した右腕に装着するメガレンジャーのパワーアップツール（ブレスレット）。デルタメガの音声認識コントローラとしても利用する。3つのスイッチを使い分けて攻撃モードを選択する。最初は1つしかなく、半ばレッドの専用装備という状態であったが後に量産され、ブルー以外のメンバーと久保田博士が使用している。『百獣戦隊ガオレンジャーVSスーパー戦隊』でもピンクが使用している。
01モード
打撃力を強化してライザーパンチ、ライザーチョップが可能になる。連続使用も可能。
02モード
バトルライザー本体からレーザーバルカンを放つ。変身前でも使用可能。
03モード
ドリルスナイパーカスタムなどの武器の威力を15倍にパワーアップさせる。

### 初期メンバーの専用装備
デジタイザー
初期メンバー5人が左腕に装備しているメガレンジャーに変身するためのブレスレット。3桁のシークレットコードをテンキーで入力し、機能を発揮できる。変身コードナンバー「3、3、5、Enter」と入力して変身する。戦闘では「インストール!メガレンジャー」と声を掛けてからコードナンバーを入力するパターンが多い。I.N.E.T.やメガレンジャー同士の通信に使用する通信機の役割も持つ。他人に使用されるのを防ぐために、3桁変身コード、使用者の音声パターンを認識するボイスロック機能などを持つ。初期には1度だけ変身コードナンバーの声をサムエル・ポップが担当した。
- これまでのスーパー戦隊シリーズでの変身アイテムの玩具は電子音のみが流れていたが、デジタイザーの玩具は劇中で使用される音声が収録されており、以降のシリーズの変身アイテムも同じように劇中同様の音声が鳴るようになった。玩具ギミックは前々年の『重甲ビーファイター』でのインプットマグナムを応用したものである。玩具開発を担当した野中剛によれば、本商品の売上が好調であったことから、その後の携帯電話型アイテムの発売へとつながっていったと述べている。
- 玩具は初めて「変身ブレス」という名称を商品名に用いている。野中によれば、それまでは商品名に「変身」を冠するのは仮面ライダーシリーズの変身ベルトのみに許されるという風潮があったと述べている。
- 変身の際のバンク映像は複数回にわたり変更が加えられているが、途中から追加された専用装備の説明表示のコンソールにて、本来「SP WEAPON」となるべきところが「SP WEPON」と誤って表示されていた。『海賊戦隊ゴーカイジャー』でゴーカイジャーが豪快チェンジをした際には修正されている。

メガスナイパー
初期メンバーの共通の光線銃。大気中のイオンを吸収・変換し、分厚い鉄板を溶かせる加速イオン粒子ビームを放つ。右腰のホルスターで携行され、上下に分割することでそれぞれメガショットとメガマグナムという小型の銃としても使用可能で、メガショットはナイフとしても使用可能である。またそれぞれの個人武器を合体させることにより、その威力を強化することも出来る。

### マルチウエポン
ドリルセイバー
特殊金属製のドリル部分が秒速2,000回転して敵を切り裂くメガレッド専用の剣。ドリルセイバーを回転させながら、右肩上から振り下ろすセイバースラッシュ、ドリルセイバーのドリルの回転と同時にメガレッド自身も回転することで、攻撃力をアップさせるスクリュードリルセイバーという技がある。
第17話では強化人間となったピンク（自称「スーパーみく」）が勝手に使用しているほか、同話の違う場面でレッドがピンクに貸し出している。37話ではカナリアネジラーが、メガロッド、メガトマホーク、メガキャプチャーと合体させている。
ドリルスナイパー
ドリルセイバーとメガスナイパーを合体させることで出来るメガレッドの強力銃。必殺メガニックバスターを撃ち出すことが出来る。
ドリルスナイパーカスタム
ドリルスナイパーの先端にダブルトップと呼ばれるユニットを装着し、強化した必殺銃。先端部分が秒速3,000回転し、竜巻のような強力なビームハイパーメガニックバスターを撃ち出す。
ドリルスナイパーカスタムフルパワー
バトルライザーの03モードを使用し放つ、ドリルスナイパーカスタムの強化バージョン。仲間たちが腕を組み上げて作ったジャンプ台を用いて、上空から放つやり方を決め手としている。

メガロッド
2メートルまで伸縮し、先端の二又の叉で敵を持ち上げることが出来るメガブラック専用の棒。第17話では強化人間となったピンク（自称「スーパーみく」）が勝手に使用している。メガロッドを敵の胴体に突き立て、敵を持ち上げるメガロッドハングとメガシルバーの肩を踏み台にして高くジャンプして、敵にメガロッドを振り下ろすロッドブレイクとメガロッドで突きを食らわしてさらに衝撃波を放つメガロッドパワープレスとメガロッドの衝撃波と怪力で敵を破壊するロッドクラッシュという技がある。
マルチアタックライフルの銃身を形成。
ロッドスナイパー
メガロッドとメガスナイパーを合体させることで出来るメガブラックの武器。2キロもの長距離射撃が可能になる。攻撃力はメガスナイパーの20倍。

メガトマホーク
超振動によりダイヤモンドも切り裂けるほどの鋭い刃を持つ、メガブルー専用の斧。先端から冷凍ガスを噴射する。第17話では強化人間となったピンク（自称「スーパーみく」）が勝手に使用しており、同話でブルーがイエローに貸している。高速回転しながら、メガトマホークで敵を切り刻むトマホークハリケーンという技がある。
マルチアタックライフルの銃座を形成。
- 撮影用プロップは、スーツアクターの高岩成二の要望により回転させることができるように改造された。

トマホークスナイパー
メガトマホークとメガスナイパーを合体させることで出来るメガブルーの武器。半径2 - 3メートルを一瞬で凍らす冷凍弾を発する。至近距離からトマホークスナイパーで冷凍弾を撃ち込むトマホークバーストという技がある。

メガスリング
大気中のエネルギーを凝縮させた光弾を放つ、メガイエロー専用のパチンコ型武器。連射弾、追尾弾、ビームの3種類の光弾を発射可能。
17話では強化人間となったピンク（自称「スーパーみく」）が勝手に使用している。
マルチアタックライフルのグリップを形成。
スリングスナイパー
メガスリングとメガスナイパーを合体させることで出来るメガイエローの武器。1キロ先の敵を狙い撃ち、痺れさせることが出来る強力な追尾光弾を発する。

メガキャプチャー
超音波を放射し、敵の体内機能を破壊することが出来るメガピンク専用のパラボラアンテナ型武器。あらゆる周波の音声をキャッチし、見えない敵を探すことも可能。
マルチアタックライフルの銃口を形成。
キャプチャースナイパー
メガキャプチャーとメガスナイパーを合体させることで出来るメガピンクの武器。大きな岩をも砕くほどの、強力な振動波を発する。強力な電波を放って通信を妨害したり、より遠くの音をキャッチしたり、レーダーとしても使える。
『百獣戦隊ガオレンジャーVSスーパー戦隊』では、バトルライザーで威力を強化させ再生オルグを倒した。

ファイナルシュート
ドリルスナイパー、ロッドスナイパー、トマホークスナイパー、スリングスナイパー、キャプチャースナイパーの5つの合体銃の光線を敵にぶつける初期の必殺技。

マルチアタックライフル
ドリルセイバー以外の4人のマルチウェポンを合体させた強力な必殺ビーム砲。メガブラックが射手を務め、メガブルー、メガイエロー、メガピンクは補助を行う。命中した敵を一瞬で消滅させるほどの威力を持つ高熱を帯びたビームマルチアタックビームを放つ。ドリルスナイパーカスタムとの同時発射を行うことが多い。
初使用となった第13話ではメガレッドのメガスナイパーと同時に放って究極生命体を倒した。第17話でのガマネジレ戦ではメガイエローとメガピンクの2人だけで発射した。

### 個人技
メガレッド
フルジャンプパンチ
30メートルジャンプし、落下速度を加えて放つパンチ。
フルジャンプキック
バリエーション豊かな飛び蹴り。
パワーエルボー
相手の首筋に素早く肘打ちを放つ。
フルパワーキック
地面に倒れ込みながら相手を蹴り上げる。

メガブラック
サテライトサーチャー
世界中の通信衛星にアクセスし、情報をキャッチする。それによって得た情報を「サテライトスキャン」で分析する。ヘルメットからサーチビームを発して隠れている敵を探し出す「サテライトサーチャー」という応用技もある。
ミラクルシュート
耕一郎の弟・真二が人質に取られた際に使用した、耕一郎のサッカーの腕を生かした技。敵の作ったボール爆弾を蹴り込む。ボールが一度敵を通り過ぎてからブーメランのように戻って命中する。
ハイパーハング
怪力で相手を担ぎ上げ、投げ飛ばす技。
ハイパーシュート
怪力を用いた一本背負いで相手を投げ飛ばす。
ハイパースウィング
回転して相手を投げ飛ばし、戦意を喪失させる。

メガブルー
バーチャルシアター
デジタルテレビの機能で立体映像や仮想空間を作り、敵を混乱させる。
バーチャルフォログラム
バーチャル映像を空間に投影する。第11話でシボレナにメガイエローの正体が知られた際、バーチャル千里を作り出して、シボレナを欺いた。
フルジャンプパンチ
高空からパンチを放つ。
フェイントタッチ
戦闘中に相手に触れて意表を突く。

メガイエロー
デジカムサーチ
ヘルメットのデジタルカメラを使って、異次元の存在をキャッチして分析したり、視認できない物体を映し出す。
ブレードアーム
エネルギーを腕に集めて腕全体を刃物と化し、敵に斬りつける必殺チョップ。左右どちらの腕でも使える。
フルジャンプチョップ
跳躍の勢いで放つ手刀。
フルジャンプキック
連続キックを一点に集中して放つ。
ローリングキック
クネクネの集団を撃破する回転キック。
イエロー踵落とし
右足を高く上げ、相手の頭や背中に打ち下ろす。

メガピンク
テレホンサーチ
特殊な電波で、敵の戦力や能力を調査・分析する。
ハイパーハング
怒りのパワーで相手を投げ飛ばす。
ピンクシュート
相手の動きに合わせて流れるように投げ飛ばす。
ピンク平手打ち
平手で押し倒す。
フルジャンプキック
怒りのパワーで放つ飛び蹴り。

### メガシルバーの専用装備
ケイタイザー
メガシルバーの変身アイテム。その名の通り、当時主流であったボタン部分のカバーが開くフリップ式携帯電話の形状をしており、変身時以外はI.N.E.T.やデジタイザーとの通信装置として使用される。変身時は「2、5、8、0、Enter」と入力（2、5、8、0のキーにはそれぞれM、E、G、Aのアルファベットが刻まれている）し、「ケイタイザー!インストール!」の掛け声と共に変身完了する。
- スーパー戦隊における、初の携帯電話型変身ツールである。元バンダイデザイナーの野中剛は、当時の携帯電話はボタン部の蓋しか可動部分がなかったため、画面部にも展開ギミックを加えたと述べている。

シルバーブレイザー
モード切り替えキーで、銃と剣に変形するメガシルバー専用のマルチウェポン。ガンモード（銃）は、連射可能で鉄球を蒸発させるほどの強力なビームを発し、ソードモード（剣）は、刀身の部分が特殊合金で出来ており、太いワイヤーを一刀で切ることが出来る。
必殺技はメガシルバーの敵に走り寄りながらガンモードで連射を加えた後、ソードモードの一閃を決めるブレイザーインパクト。登場当初は変身時間に2分30秒の制約があったため、技が決まった後インストールが解除され、その後決めポーズを取るという演出があった。Vシネマではオートスライダーに乗った状態からすれ違いざまに切り付ける。

### 合体技
デジタルコンビネーション
2人→2人→1人の順で連続して得意技を繰り出すコンビネーション攻撃。「デジタルフォーメーション」と呼ばれることもある。
ハイパーデジタルフォーメーション
メガシルバーも加えてのデジタルコンビネーション。メガブルーがメガブラックのメガイエローがメガレッドのメガピンクがメガシルバーの腕を踏み台とし、勢いを付けて飛び出した後、トマホークスナイパー、スリングスナイパー、キャプチャースナイパーを放ち、メガレッドがメガイエローのメガブラックがメガブルーのメガシルバーがメガピンクの肩を踏み台にした後、スクリュードリルセイバー、ロッドブレイク、ブレイザーインパクトを放つ。
第42話でのネジレンジャー戦で使用。
ダンクシュートコンビネーション
レッドとブルーのコンビネーション技。メガトマホークとドリルセイバーを両手に持ったブルーが敵に向かって走り、レッドも続いて後ろから走る→ブルーが2つの武器を空中に投げて敵の注意を武器に引きつけ、メガスナイパーで撃つ→敵が怯んだところをブルーが振り向き、後から走ってきたレッドを高くジャンプさせる→レッドは空中で二つの武器をキャッチし、「ダンクシュート!」と叫んで敵の両肩へ武器を振り下ろす。これでギガギレールを攻撃した。
ライザーダブルアタック
バトルライザーを装備したブラックとイエローのコンビネーション技。イエローがブラックの肩を踏み台にしてライザーチョップを決め、続けてブラックが空中での宙返りからライザーパンチを決める。

### メカニック
サイバースライダー
第2話から登場。メガレンジャー初期メンバーが使用する、反動力で浮遊する空間移動用のジェットボード。各機ごとにパーソナルカラーが用いられており、個々の名称は色名＋スライダーとなる。デジタイザーでの呼び出しコードは「259」。
内蔵した反重力装置で空中だけでなく宇宙空間や専用のデジタル空間ハイウェイを飛行することも可能。宇宙空間に待機しているメガシップへの乗り込みにも使用される。
劇中では言及されなかったが、第39話ではメガレッドが少女・歩美を乗せて月面まで赴くが、歩美は生身のままだったため、サイバースライダーには保護バリアのようなものが備わっていることが窺える。
『星獣戦隊ギンガマンVSメガレンジャー』では健太はリョウマを乗せた状態で生身のまま、サイバースライダーを操縦した。
オートスライダー
第25話から登場。メガシルバー専用の空間移動用メカ。サイバースライダーのプロトタイプを改造したもので、サイバースライダー同様のホバーモードからバイクモードに変形。イオノパルスエンジンで反重力エネルギーを生成・噴射し、空中を超高速で飛行する。メインカラーは銀色。最高速度はバイクモードが300 km/h、ホバーモードが550 km/h。
機首にはスライダービームを装備。
デジタンク
第6話から登場。ネジレジアの激化する攻撃に対抗するためI.N.E.T.によって開発された化学災害とレスキュー活動にも対応した高性能6輪特殊装甲タンク。超硬装甲メガブレード製の車体で、ビルの壁を突き破る。超高層ビルの階段をも駆け登る。デジタイザーでの呼び出しコードは「761」。
装備は、100トンの物体を持ち上げる巨大なクローアームのデジハンド、メガスナイパーの20倍の威力がある加速イオン粒子ビーム砲のバーティクルキャノン、壁を透視するマルチビューサーチャー、デジハンドに装備された冷却ノズルのフリーズブロー、化学処理能力、100トンの物体を牽引可能なウインチ。
基本的にはメガレンジャーが操縦するが、久保田が操縦することもあり、自動操縦機能も持つ。
第38話ではネジレンジャーを引きつけるべく、健太たちの頼みを受けた裕作の手で「メガレンジャーの通信信号を発するメカ」を搭載しての囮に使われた。第49話で久保田がヒネラーと戦うために赴いた際に、ジゴクネジラーの攻撃を受けて大破してしまう。
- スーパー戦隊シリーズでは『ジャッカー電撃隊』のジャックタンク以来となる特殊車輌である。

メガシップ
地球の衛星軌道上に浮かぶI.N.E.T.の本部でもある宇宙ステーション。
艦首の格納庫にはデジタンクなどのメカやメガシャトルが格納されており、普段は久保田博士らが地球の行き来に使用している。大きさの割には内部は広く、内部には久保田博士を中心としたおよそ100人のI.N.E.T.のメンバーが乗船している。メンテナンスは技術班チーフの川崎省吾がメインとなって行われる。
武装は、船体上部に2連装のメガパーティクルキャノンを2門装備。防御と隠密用のシールドシステムも搭載。
ギャラクシーメガへの合体時は頭部以外の部分を形成。
月面基地に活動の拠点を移してからは基地内のドックに格納されるようになった。
メガシャトル
スペースシャトルの形状をした小型宇宙艇。
メガシップと地上を繋ぐ連絡艇の役目も持つ。メガシップから発進する際はメガシップの機首の部分から発進する。
武器は搭載されていないが艇体後部にブースターを装備。
ギャラクシーメガへの合体時は頭部を形成。
シャトルブースター
メガシャトルが打ち上げ時に接続するブースター。
ブースターライフルに変形する。

### ボイジャーマシン
第32話から登場。スペースメガプロジェクトにおいて、裕作が設計し、月面基地で5人の特性に合わせて製作された宇宙戦闘用メカの第1弾。合体して、メガボイジャーになる。初起動時には専用のカードを組み込んだ。
ロボイジャー1
メガレッドが操る宇宙飛行士型ボイジャーマシン。型番はMEGA-V1。
同じ人型でありながらギャラクシーメガと異なる操縦システム、他の4機のボイジャーマシンと大きく異なる構造、そして発進時の強引な加速方法にパイロットであるメガレッドは当初かなり苦戦していたが、ゲーマーとしてのセンスを発揮し、徐々に乗りこなしていく。人型であるため、単機でも高い格闘性能を持ち、背面のブースターでホバー飛行も行う。発進時は、プロレスのリングロープのようなスリングを利用して勢いよく射出され、ロケットボイジャー3を土台とする。
武器は両肩に装備したロケットランチャーボイジャーミサイルで1秒間に10発連射が可能。頭にはアンテナのアストラルアナライザーを装備。
メガボイジャーへの合体時には腰部および大腿部を構成する。
シャトルボイジャー2
メガブラックが操るスペースシャトル型ボイジャーマシン。型番はMEGA-V2。
武器は両翼端のレーザー砲・シャトルブラスター。
メガボイジャーへの合体時には頭部とボイジャーシールド部を構成する。
玩具では、ロケットボイジャー3との合体で、打ち上げ用ロケットの形態にすることができる。
ロケットボイジャー3
メガブルーが操るロケット型ボイジャーマシン。型番はMEGA-V3。
ボイジャーマシンの中では最も巨大で、4基のイオノパルスエンジンを搭載。1段目にロボイジャー1を載せる。
ロボイジャー1との合体技として、ロケットボイジャーに乗ったロボイジャーがミサイルを一斉発射しながらそのまま敵に突進するボイジャーダブルアタックを使用。
メガボイジャーへの合体時には1段目は脛部、2段目は腹部、3段目以降はボイジャースパルタンの各部を構成。
ソーサーボイジャー4
メガイエローが操るUFO型ボイジャーマシン。型番はMEGA-V4。
反重力素子により空中静止やジグザグ飛行といったトリッキーな動きが可能。
武器は反重力ビーム砲・グラビトンビーム。
メガボイジャーへの合体時には胸部・腕部を構成する。
タンクボイジャー5
メガピンクが操る月面探査タンク型ボイジャーマシン。型番はMEGA-V5。
スキー板状のランディングギアを使用し、ホバリング走行を行う。
武器はビーム砲・タンクキャノン。
メガボイジャーへの合体時には足部を構成する。

### 巨大ロボ
ギャラクシーメガ
第2話から登場。メガシップとメガシャトルが電磁合体した巨大ロボ。合体は宇宙空間と空中のどちらかで行われる。メガレンジャーの面々からは仲間と呼ばれるほど親しみを込められており、「ギャラメガ」とも呼ばれている。イオノパルスシステムが主動力。デジタイザーでの呼び出しコードは「541」。
主な戦闘用装備は右腕を構えることで出現する長剣で全長約35メートルの発生させたイオンフィールドによって摩擦0の状態で敵を斬るメガサーベル、メガシャトルのシャトルブースターが変形したイオンビームを発射するビームガンのブースターライフルやメガシップの船底が変形した円形状の電磁フィールドを発生させる盾のメガシールド。目の部分には敵の本体を探索するギャラクシーサーチを搭載。ブースターライフルは決め手に使われることもあり、冷凍ガスも発射可能。メガシールドは大気圏突入時の耐熱シールドとしても使用され、フクロウネジレ戦ではメガブルーの手で反射機能が組み込まれた。
必殺技はメガサーベルを用いた多彩な剣技。全開にしたブースターで敵に突進して前に構えたメガサーベルで斬りつけるメガダッシュカッター。敵に突進して敵の胴体を横一線に斬り抜けるメガサイドカッター。敵を正面からX字に斬りつけるメガクロスカッター。メガサーベルを上段に構えて、大きくジャンプした後に重力で落下する速度を利用して頭上から斬りつけるメガフライングカッター。特殊エネルギーを溜めたメガサーベルを敵に投げつけるメガフラッシュアロー。敵の胴を横一線に切りつけた後に腹部を串刺しにして、メガサーベルを振り上げる荒技メガストレートカッター。メガサーベルで敵を刺し貫き、そのまま持ち上げて爆発させるメガハングカッター。メガサーベルの刃の部分を電子化させて伸ばし、そのまま敵を突き刺すギャラクシーランスを使用。また、メガダッシュカッターを宇宙で使用した際は、背中のバーニアで突進した。
メガサーベルを用いた通常技は、メガサーベルを電子化させて、ムチ状に変形させるサーベル電磁ムチ。トドメを刺す前の繋ぎ技として使うことが多い。また、カエルネジレ戦では、メガピンクの閃きで、電磁ムチの先端をヘビの顔に変えたサーベル電磁ヘビも使った。
直接的な操縦はコクピットのメガレンジャーによって行われるが、メガレンジャー以外にも久保田博士を含めたI.N.E.T.の隊員およそ100人のクルーを搭乗させたまま戦っており、より専門的なダメージ処理は指令室で行っている。久保田や省吾を初めとするI.N.E.T.隊員も操縦方法は知っており、第32・43・50話ではメガレンジャーの代わりに操縦し、第5話ではメガレンジャーの無茶な戦い方を危険視する豊川博士が開発した自動戦闘プログラムで戦闘を行った。
第32話でマッドギレールとの戦闘で変形システムが破壊されるほどのダメージを受け、メガボイジャーに主力の座を譲り戦線を離脱。月面基地で修復を終え、第43話でのネジレンジャー戦で復帰を飾る。第50話でのバーニングユガンデ戦で戦闘不能になるが、後日談の『星獣戦隊ギンガマンVSメガレンジャー』では修復され、ギンガマンと共闘した。
- 当初はメガディアスという仮称が付けられていた。
- 玩具「電磁合体DXギャラクシーメガ」では、発光ギミックや振動センサーと連動した音声ギミックなどが搭載されている。バンダイデザイナーの野中剛はこのギミックのため2体合体になったことを証言している。

デルタメガ
第20話から登場。ギャラクシーメガのサポート用巨大ロボ。レッドのバトルライザーからの電波による遠隔操作で動き、戦闘プログラムは省吾の父川崎博士が開発した。三角形の大型戦闘艇型のシャトルモードとロボモードの2形態を有する。起動コードは「デルタメガ、インストール」。平時はシャトルモードでメガシップの下に独立したスペースドックで待機しているが、月面基地に活動の拠点を移してからは基地内に格納されるようになる。無人型のロボゆえにコクピットに相当する部位はないが、人が乗り込むことは可能であり、必要時は制御室から簡易的な操作も行う。
シャトルモード時の武器は機首の左右に備えているデルタレーザー。
ロボモード時は両手指が変形した毎分3,000回転してエネルギー弾を発射する指型ガトリング砲のガトリングブラスターを武器とし、普通の指のように動かすことも可能。
第21話ではデスネジロからの誘導電波で操られてしまうが、スーパーギャラクシーメガへの合体電波により奪還に成功。第50話でバーニングユガンデのバーニングブレイドにより大破した。
後に『百獣戦隊ガオレンジャーVSスーパー戦隊』にて、歴代レッドマシンとして参戦。

スーパーギャラクシーメガ
第21話から登場。ギャラクシーメガとデルタメガが超電磁合体した巨大ロボ。バトルライザーをコクピットにセットして、03モードを押すことで合体開始。宇宙空間において、デルタメガがギャラクシーメガの追加パーツとなる形で合体して完成。ギャラクシーメガ同様、胸に赤い「M」マークがある。デスネジロの誘導電波に操られたデルタメガを奪還するために誘導電波合戦を繰り広げ、奪還成功直後に初合体を行った。
武器は両肩のガトリングブラスターで、デルタメガ時の3倍の威力を持つ。第28話ではブースターライフルを使用。
必殺技はコクピットにセットしたバトルライザーの01モードを押して、両拳をロケットパンチのようにマッハ1で射出して敵を貫くスーパーギャラクシーナックル。第31話ではハードを川崎省吾、ソフトをI.N.E.T.の研究所で開発した、炎をまといながら体を高速スピンさせ、敵目掛けて突っ込むビッグバンアタックという技が使用された。

メガボイジャー
第32話から登場。5台のボイジャーマシンが銀河合体した巨大ロボ。装甲はEX（エクストラ）メガプレート製。大気圏外で合体後、月を背にして地上へ降りてくる。ジャンプ力を活かしての空中攻撃を得意としている。
右腕に装備したロケットボイジャー3の機首が変形した巨大ミサイル砲ボイジャースパルタンを必殺武器とし、一度の戦闘で一回しか使えないものの強力な威力を有し、メガレッドのコマンド入力で発射される。時間はかかるが、エネルギー充填により威力を高めることも可能で、第40話では単体によるボイジャースパルタン・フルパワー、第43話ではスーパーギャラクシーメガとメガウインガーのエネルギーも込めたトリプルメガスパルタンが使用された。
通常武器・通常技は、胸から放つ四連装ビームのボイジャーパルサー、盾のボイジャーシールド。飛び込み蹴りのボイジャーキック、飛び込みパンチのボイジャーパンチ。第49話ではメガサーベルも使用。
最終決戦では月面基地壊滅時にボイジャーマシンが基地内に埋もれたショックから性能が30%ダウンした状態でグランネジロスと交戦。グランネジロスの猛攻を耐え抜き、自爆攻撃を阻止するために上空へ運び出した後、爆発に巻き込まれて大破した（メガレンジャーは間一髪で脱出した）。
- 玩具ではシャトルボイジャー2とロケットボイジャー3が合体できるが、番組では未登場。また、日本版の玩具では拳を出し入れするレバーが小指側であるのに対し、アメリカ版では親指側に変更されている。

メガウインガー
第36話から登場。メガシルバー専用の大型宇宙戦闘機マシン。スペースメガプロジェクトの裏で裕作がメガボイジャー用の飛行ユニット開発と同時に密かに（なおかつ久保田に無断で）開発・建造していた。飛行形態のフライヤーモード、地上走行形態のランダーモード、ロボ形態のファイターモードの3形態を使い分ける。ファイターモードの起動コードは電撃変形で、変形後は「メガウインガー、レディーゴー!!」の合図で戦闘を開始。
武器はフライヤーモードとランダーモードでは両翼のレーザー機銃。ファイターモードでは4門の銃口を備えた手持ち武器のウインガーキャノンを使用。両手からは電磁バリヤーを発生させることも可能。翼のメガウイングはメガボイジャーの飛行ユニットにもなる。玩具では、ランダーモードの後部上部にウインガーキャノンを装備させることも可能。
第50話で月面基地に進攻したバーニングユガンデとの戦闘で機能停止寸前に追い込まれ、最終回で瓦礫に埋もれたボイジャーマシンをどうにか発掘し、発進体制を整えた後に限界を迎えて倒れた。
- 玩具「電撃変形DXメガボイジャー」は、機体の側面と機首が内蔵されたスプリングによって自動変形するようになっている。

ウイングメガボイジャー
第36話から登場。メガウインガーの背中から分離したメガウイングがウイング合体したメガボイジャー。これにより、空中戦も可能になる。
必殺技は、急降下によって加速させたボイジャースパルタンの強化版ウインガースパルタン。

### スペック
ロボットの全高・重量設定はシリーズ他作品よりも大きいものとなっている。
| 名称                               | 全長   | 全高   | 全幅               | 重量                                            | スピード                                              |
| ---------------------------------- | ------ | ------ | ------------------ | ----------------------------------------------- | ----------------------------------------------------- |
| メガシップ                         | 37 m   |        | 34 m               | 20,000 t                                        | マッハ24（大気圏内）                                  |
| メガシャトル                       | 11 m   | 13.5 m | 150 t              | マッハ3（大気圏内）                             |                                                       |
| デルタメガ（シャトルモード）       | 43 m   | 38 m   | 15,000 t           | - マッハ28（大気圏内） - 光速の36倍（宇宙空間） |                                                       |
| シャトルボイジャー2                | 33 m   | 12.5 m | 25 m               | 8,500 t                                         | マッハ10                                              |
| ロケットボイジャー3                |        | 83 m   | 16.6 m             | 9,000 t                                         | - マッハ10（大気圏内） - マッハ37（成層圏飛行時）     |
| ソーサーボイジャー4                | 34.5 m | 9.5 m  | 34 m               | 8,500 t                                         | マッハ5                                               |
| タンクボイジャー5                  | 26 m   |        | 23 m               | 9,000 t                                         | - 最高走行速度：150 km/h - 最高飛行速度：マッハ1      |
| メガウインガー（フライヤーモード） | 38.6 m |        | 70 m               | 230,000 t                                       | 飛行速度：マッハ3                                     |
| メガウインガー（ランダーモード）   | 38.6 m | 41.3 m | 走行速度：300 km/h | 230,000 t                                       |                                                       |
| サイバースライダー                 | 210 cm |        | 105 cm             |                                                 | 550 km/h                                              |
| デジタンク                         | 6.2 m  | 3.3 m  | 3.2 m              | 15 t                                            | 250 km/h                                              |
| オートスライダー                   | 220 cm | 130 cm | 80 cm              |                                                 | - 300 km/h（バイクモード） - 550 km/h（ホバーモード） |

| 名称                     | 全高 | 全幅   | 重量     | スピード    | 出力        | パンチ力   | キック力                            |
| ------------------------ | ---- | ------ | -------- | ----------- | ----------- | ---------- | ----------------------------------- |
| ギャラクシーメガ         | 55 m | 29 m   | 20,150 t |             | 5,000万馬力 | 20 Mt/ m2  | 100 Mt/ m2                          |
| デルタメガ               | 50 m | 23.5 m | 15,000 t | 2,500万馬力 |             | 40 Mt/ m2  |                                     |
| スーパーギャラクシーメガ | 65 m | 40 m   | 35,000 t | マッハ20    | 6,000万馬力 | 50 Mt/ m2  | 110 Mt/ m2                          |
| ロボイジャー1            | 40 m | 19 m   | 8,500 t  |             | 1,800万馬力 | 10 Mt/ m2  | 50 Mt/ m2                           |
| メガボイジャー           | 70 m | 38 m   | 40,000 t | 6,500万馬力 | 40 Mt/ m2   | 120 Mt/ m2 |                                     |
| ウイングメガボイジャー   | 70 m | 70 m   | 48,000 t | 6,500万馬力 | 40 Mt/ m2   | 120 Mt/ m2 | 最高飛行速度（大気圏内）：マッハ2.8 |
| メガウインガー           | 58 m | 27 m   | 30,000 t |             | 5,500万馬力 | 30 Mt/ m2  | 100 Mt/ m2                          |

## 邪電王国ネジレジア
異次元世界・ネジレ次元に本拠地を置く軍事国家。読みは「じゃでんおうこくネジレジア」。
三次元の現実世界の支配を目論み、侵攻を開始した。要塞デスネジロを最前線基地とし、そこからネジレ獣や兵士たちを送り込む。戦艦ネジクラッシャーを所有していたがギャラクシーメガの初戦で破壊されたため、以後はゲリラ戦的な戦略を取るようになった。第37話ではDr.ヒネラー・シボレナ・ユガンデは出かけていて留守で、登場した幹部はビビデビのみだった。
各キャラクターの身長・体重などの設定はない。
邪電王ジャビウスI世（）
ネジレ次元を支配するネジレジアの王。地球支配を目論み、Dr.ヒネラーに前線の指揮を任せる。
目玉のような外見を持つが、これは正体を隠すためのカモフラージュに過ぎない。その正体はジャビウスハートと呼ばれる機械核を持つネジレエネルギー体。その膨大なエネルギーによりネジレ次元が形成されている。Dr.ヒネラーは忠誠を誓っているように見えるが、実はそう見せかけてジャビウスを利用しているに過ぎず、ジャビウスの細胞を利用してネジレンジャーを作り出し、メガレンジャーと戦うことでジャビウスのエネルギーを消費させることで衰弱させていった。その症状として頭痛を引き起こしており、その頭痛もヒネラーが作った頭痛薬を服用することで誤魔化していた。
次第に衰弱が激しくなり苦痛の叫び声をあげ始める。そしてネジレンジャーがメガレンジャーと力を使い果たしたことにより消滅。それによりジャビウスハートをヒネラーは手にした。

Dr.ヒネラー
ネジレジア地球攻略軍の地球攻撃総司令官。人間を「不完全な存在」と呼び嫌悪しており、さらにはギレール・ジャビウスさえも躊躇なく謀殺してしまうなど、冷酷非情な性格。
しかし、自分の最高傑作であるシボレナ・ユガンデにだけは娘・息子の如く深い愛情を注いでおり、ユガンデがギレールの謀略によって瀕死の重傷を負わされた際には激しい怒りを見せた。
その正体はネジレジアの存在を証明するために異次元に飛んだ、久保田博士の友人・鮫島博士。かつて宇宙開発用スーツの研究者として期待をかけられていた鮫島は、スーツに予め強力な性能を持たせ、着用する人間の身体をそれに見合うように強化するという理論を実践しようとしたが、その人体実験に失敗して被験者であった自分の愛娘・静香を死なせてしまう。そのために一転して世間から「殺人科学者」「悪魔の研究」と非難を浴びせられ、全てを失った鮫島は、人間を激しく憎悪するようになる。さらに皮肉にも、鮫島方式が失敗に終わった後に脚光を浴びた「装着者の意志で動く強力な鎧」といえる久保田方式のメガスーツ理論が成功したことから、旧友・久保田博士にも憎しみの矛先を向けた。ネジレ次元に飛んだのも、実際は人間に復讐するべくジャビウスI世と手を結ぶための行動であった。
終盤ではヒネラーシティを作り、人間を送り込んで人間データカードに変換し、修正を加えた上で自ら支配者になろうと企てるが、失敗に終わり、仕返しとして諸星学園高校をジゴクネジラーに襲わせ、月面基地をユガンデに襲わせた。一方ネジレ次元に行った影響および自身を改造した副作用なのか、身体が捻じれる現象が起こり始め、死期が近いことを悟りながら最終決戦に臨む。シボレナとユガンデを喪った後、自ら前線に赴き、最初は怪人体で活動していたが、不調により怪人体が解けた後はデスネジロを改造したグランネジロスと一体化しての巨大戦を展開。メガボイジャーの片腕を破壊し、操縦するメガレンジャーの変身を解除させるまで追い詰めるが、長期戦が災いして、自身のほうが先に限界を迎えてしまい、武器を奪われ致命傷を負いメガレンジャーを地獄の道連れにしようとメガボイジャーを掴みグランネジロスと共に自爆して死亡した。
- 衣装にはプリント基板風のディテールが入れられている。

Dr.ヒネラー 怪人体
ヒネラーが怪人になった姿。右腕はムチのようになっている。サイコネジラーと同等の攻撃力を持っている。
理性を失ったのか、言葉を話さずに本能的に久保田ばかりを追う。守ろうとしたメガレンジャーと交戦、ドリルスナイパーカスタムやマルチアタックライフルすら弾き、逆に止めを刺そうとするも、体が捻れ始め、遂には変身すら解けてしまった。

シボレナ
ヒネラーによって作り出された女性型のアンドロイド。剣が武器で、主に作戦参謀としての役割を果たす。変装が得意。
ヒネラーの正体である鮫島博士が実験で死なせてしまった自分の娘・静香をモチーフにしている。人間を常に見下し、冷酷非道かつ卑怯な作戦を何よりも好む卑劣な性格だが、父と慕うDr.ヒネラーと兄弟分のユガンデには素直で愛情深い面を見せる。その卑劣なやり方がメガイエローの怒りを買ったために敗れたことで、自分のプライドを傷つけたメガイエローへの復讐を誓い、以後何度か彼女と手合わせしている。
終盤でデジタル研究会の部室に侵入することでメガレンジャーの基地を突き止めることに成功、それを受けたユガンデがバーニングユガンデにバージョンアップして出撃しようとするのをその副作用への懸念から止めようとするが、彼の頑な意志に押し切られる形で共に出撃することを決意。最期は、メガレッドからバーニングユガンデを庇って背中に致命傷を受けながら帰還し、ヒネラーに忠実な部下ではなく「この世に生を受けた一人の娘」として感謝と別れの言葉を告げ、ヒネラーを「父上」と呼んだ後に爆散した。死後、彼女の残骸からヒネラーと一緒に写ったメモリーが発見された。
- 髪の毛風のヘルメットのデザインは、参考資料として提示されたアメリカのCGイラストが基になっている。

ユガンデ
ヒネラーによって作り出されたロボット戦士でネジレジアの行動隊長。ワイヤーフレームのような外見をしている。シボレナとは逆に武道派であり、地球侵攻には破壊活動が一番と考えているが、シボレナとは同じヒネラーの子同士の信頼関係もある。メガレンジャーとの戦いでは、メガレッドと交戦することが多い。
ダークサンダーという必殺剣を用い、目からレーザー光線を放つほか、頭部を分離させての攻撃も可能。巨大化時は分身戦法も用いる。
ギャラクシーメガと交戦した際、メガフライングカッターを受けて敗北。
ユガンデ・リライブ
メガレンジャーとの戦いに敗れたユガンデが、バージョンアップを果たした姿。右腕と右肩が大型化しており、上腕がネジレている。メガレッドの前に姿を現した際には、ドリルセイバーを破壊している。後にギレールの謀略で瀕死の重傷を負わされてしまう。
ユガンデ・ストロング
ギレールの謀略で重傷を負った後、強化メカを体に内蔵し、強化を果たした姿。左腕の形状が変わり、頭部や右腕は一部メカが露出。武器も3つのモードを使い分け強力な攻撃を放つことができるダーククライシスとなる。
バーニングユガンデ
第50話で、決戦に際し、ネジリアクターと呼ばれる装置を体内に埋め込んだ最終形態。赤いユガンデ・ストロングと呼べる姿になった。シボレナの協力の許、デジ研に残っていた月面基地との通信回線を使い、月面基地に転送する形で出現。メガウインガーを戦闘不能とし、デルタメガを大破させ、月面基地を破壊して、ボイジャーマシンを発進不能にした。地球において、メガレンジャーが操縦するギャラクシーメガを追い詰めるも体内のエネルギーを全て使い尽くしてしまうネジリアクターの副作用によって弱体化し、巨大化も解けてしまう。最期は自分を庇ったシボレナの仇を取ろうとするも、メガレッドのライザーパンチ、ライザーチョップ、セイバースラッシュの連続攻撃を受けて敗れ去った。

ギレール
第19話より登場。ネジレジア本国から派遣されたジャビウスI世直属の部下である幹部で、冷酷で卑劣な作戦を得意とする。サーベルが武器。ユガンデとは対立することが多く、ヒネラーに対しても軽く見ていた。
失敗が続いたことでジャビウスI世に見放されかけた焦りからユガンデを騙してその身に取り込みギガギレールへとパワーアップしたが、その際、スーパーギャラクシーメガの攻撃からユガンデを盾に使い生還したことでヒネラーの怒りを買い、今度は逆に自らが騙されてマッドギレールへと変貌した。
- デザインコンセプトは包帯を巻いたキャラクターで、包帯でねじれを表現している。下条は『エルム街の悪夢』のフレディを意識していたが、最終的には異なるものとなっている。

ギガギレール
第30話に登場。ギレールがユガンデを騙して強制的に合体した姿。外見的にはギレールの肉体にユガンデの体表の模様が入っており、2人の武器を使える他それを組み合わせて放つ光線は相手を凍結させ、身動きを封じることが可能。
絶大な力を以てメガブラック・メガイエロー・メガピンクを凍らせた上、メガブルーをも記憶喪失に追い込むが、1人になっても果敢に立ち向かうメガレッドの姿を見てメガブルーは記憶を回復、2人のコンビネーション攻撃に倒れた後、他の3人も復活。その後、巨大化戦を展開するが、上記の通りピンチになるとユガンデを分離した上盾に使って生還。
生還後、シボレナやビビデビから激しく非難されただけでなく、ユガンデを我が子同然に思っていたヒネラーの怒りをも買うことになった。
マッドギレール
第31話・第32話に登場。潜在能力を無限に引き出す代わりに、自らの感情や意思を消失させてしまう薬物ネジレゲンカプセルの副作用でギレールが暴走した姿。体は巨大化しており、あちこちから棘のようなものが生えている。自我を失い言葉を話すこともできなくなり、サーベルや目から放つ光線、長い棘を剣のようにして使用し見境なく攻撃を繰り返す。その戦闘力は凄まじくスーパーギャラクシーメガを大破寸前に追い込んだが、最後の打開策として出撃したメガボイジャーの圧倒的な性能には敵わず、ボイジャースパルタンによって倒された。
- デザインはギギレにあわせて触手状のディテールが追加された。

ギギレ
第31話・第32話に登場。マッドギレールの増殖したエネルギーが暴走し、体を剥ぎ取り新しい体を生み出した分身体。胴体に顔がある。目から放つ光線、両腕の鎌が武器。マッドギレール同様言葉を話すことはできず、独特の鳴き声を発する。月面基地へと向かうデルタメガを追って宇宙へ飛ぶが、出撃したボイジャーマシンの迎撃を受け、ロボイジャー1とロケットボイジャー3のボイジャーダブルアタックによって倒された。
- デザインモチーフはイカ。

ビビデビ
ヒネラーに生み出された人工生命体。白いボールのような身体に大きな目と口、細長い手足、捻じれた小さな角、そして羽が付いた形状をした小悪魔的キャラ。口癖は「ビビ!」「○○デビ」。一人称は「俺様」。
序盤でヒネラーに改造され、ネジレ獣に噛みつくことにより、巨大化ウイルスがネジレ獣の体内に入って即効で作用し、ネジレ獣を巨大化させる能力を手に入れた。ネジレ獣・サイコネジラーの生死を問わず巨大化させることが可能で、爆散したサイコネジラーの灰を口に含んで再生・巨大化させたことも。飛行能力を持ち、口から光弾や歯の形状をしたエネルギー弾・ビビデビームを発射して攻撃する。口が悪く、ユガンデとはケンカが絶えないが、ユガンデがギレールに裏切られて重傷を負わされた際にはシボレナと共に激しい怒りを見せてギレールを非難したことから、仲間意識がないわけではない。また、ギャラクシーメガに倒されたカメレオンネジレの残骸を見て哀れみの言葉をかけたり、ネジレ症状のヒネラーの身を案じる姿も見せている。
一人でネジレ獣を作り出すことができ、第37話では幹部が留守のうちにカナリアネジラーでメガレンジャーを倒そうと企んだこともある。
テレビシリーズでは最後の消息が不明だったが、『星獣戦隊ギンガマンVSメガレンジャー』の回想シーンでグランネジロスの自爆と運命を共にしたことが判明した。この時に、最後の力でシボレナと同タイプのアンドロイド・ヒズミナを宇宙空間へ逃がしている。
- デザインはプロデューサーの髙寺成紀によるイラストが基になっている。

邪電戦隊ネジレンジャー（）
第38話 - 第43話、第47話・第48話に登場する、メガレンジャー打倒のために結成されたネジレジアの悪の戦隊。Dr.ヒネラーが鮫島であったころの、装着者自身を強化するという自らの理論を応用して作られており、メガレンジャーに勝つことで久保田博士のメガスーツ理論より自分の理論が正しかったことを証明させたかった願望が生み出したものである。
ヒネラーの開発した強化スーツを装備しており、スーツの下には変異態（）と呼ばれるサイコネジラーとしての正体が隠されている。基本性能はメガレンジャーより上であり、同じ色のメガレンジャーをライバル視して倒すようにプログラムされていることから、それぞれがメガレンジャーの個人武器に対応した武器を持つ。体内に蓄積されたネジレエネルギーを一斉に放出する邪電エネルギーアタックが必殺技。黒い服を着た人間に化けることも可能。
その肉体はジャビウスI世の細胞から作られており、ジャビウスI世の生命エネルギーがパワーの源。そのためネジレンジャーが戦えば戦うほどジャビウスの力が弱まる。そしてジャビウスがエネルギーを使い尽くされて滅びれば、同時にジャビウス細胞から作られたネジレンジャーもまた生命の源を失い、滅びる運命にある。すなわち彼らは対メガレンジャーの切り札であると同時にジャビウス謀殺のための捨て駒でもあった。
初戦ではメガレンジャーを上回る圧倒的な戦闘力であと一歩のところまで追い詰めたが、同じ色のメガレンジャーを倒す習性からチームワークは皆無であり、ピンク、ブルー、残り3人の順に敗退。だが魂のみで生き残っており、ジャビウスハートを勝手に利用して復活。データカードに封印されたメガレンジャーを復活させ、決着を付けるために勝負を挑むが、裕作の策略でデータカードに封印され、そのままヒネラーシティの崩壊と運命を共にした。
『轟轟戦隊ボウケンジャー』の「全戦隊大全集」では、悪の戦隊として紹介された。
- デザインは阿部統が担当した。アメコミ作品『スポーン』のようなダークヒーローが意識されている。そのため、バットマンのような黒くて段々のある立体成型のような感じのスーツとなっている。黄色い襟などメガレンジャーとの共通項も多い。頭部の羽根飾りの形状は『超光戦士シャンゼリオン』に似たため修正された。女性側にはスカートをつけることも検討されていた。怪人態はグネグネがあったり、肉質のディテールがあったり、H・R・ギーガーのような感じになっていたり、繰り返しパターンがどこかに必ず入っている。ネジレ獣やサイコネジラーに比べて人間のような顔になっている。共通して黒くてツヤツヤした宝石のようなものが胸に付いているが、スーツではそこが覗きになっている。

ネジレッド
5人中トップクラスの実力を持つ切り込み隊長であり、剣型のネジセイバーが武器。好戦的でありそれゆえ正々堂々とした勝負を好む。人間に化けた姿は20代の男性。
また、永遠の命を得んとしており自分たちが捨て駒に過ぎないと知った際にはヒネラーに永遠の命を要求するが、逆に洗脳され忠実な手駒にされてしまう。最後は同様に洗脳されたネジソフィア&ネジヴァルガーと共に巨大戦を挑んだ末に残った僅かなエネルギーを集約しての攻撃をかけるが、そこにメガレンジャーの3大メカのフォーメーション攻撃トリプルメガスパルタンを臨界点で撃ち込まれ、暴発したエネルギーの爆発によって3体とも木っ端微塵となった。
ネジファントム
ネジレッドの正体。炎の怪物といった姿で、炎を操って攻撃を行う。
- 繰り返しパターンはチューブのようなパターンとなっている。

ネジブラック
冷静沈着な性格であり、リーダー的な存在である。刺又型のネジロッドが武器で、パワーを生かした戦法が得意。人間に化けた姿は30代の男性。
ネジヴァルガー
ネジブラックの正体。岩石のような姿で、その姿に違わぬ高い硬度を活かした防御力の高さが特徴。
- パキッと割れた岩の綺麗な断面のイメージで、抉れたり割れたりしている部分は金色になっている。

ネジブルー
斧型のネジトマホークが武器。性格は子供っぽいが、それゆえの残虐性を持つ。メンバー随一のスピードを誇る。メガブルーとの本気での戦いを望み、彼の戦法を次々と打破してはもっと面白い戦いを要求した。
「ネジレンジャーは自分と同じ色のメガレンジャーのみをつけ狙う」という習性を利用した全員のスーツの色を青にするという奇策と第6の戦士ネジシルバー（実は裕作の変装）の出現により攪乱され、その作戦に興味を持ったことで本気を出すべくネジビザールの姿になって巨大化。
ネジビザール
ネジブルーの正体。氷のような姿で、左手の長い爪と冷気を操って攻撃を行う。
冷気攻撃でメガボイジャーを凍結させるがエンジンのフル稼働によって氷を解かされて脱出を許し、ウインガースパルタンで撃破された。
ネジイエロー
スリングショット型のネジスリングが武器。典型的な女王様タイプだが冷静にして狡猾。人間に化けた姿は幼い少女と20代の女性。
ネジイエローの姿で自分自身をコンピューターウイルス化して機械に寄生し操る作戦を行った（メガボイジャーに映った姿がネジイエロー）。ネジピンクとのメガレンジャーのマスク狩り勝負では幼い少女に化けてメガイエローの捕獲に成功するが、そこにネジピンクの妨害を受けて脱出を許し、メガレンジャーが全員揃ったことで形勢不利と見てネジピンクを見捨て撤退してしまった。
ネジソフィア
ネジイエローの正体。毒々しい色の虫のような姿。
ネジファントム&ネジヴァルガーと共に巨大化し、3体のメカの前に敗れたと見せかけ、不意打ちでメガボイジャーを異空間に連れ去った。そしてそのメガボイジャーを使ってメガレンジャーをおびき寄せ、ネジファントムとネジヴァルガーがデルタメガとメガウインガーを引きつけている間にメガボイジャーに寄生して内部から操りメガレンジャーを追い詰める。メガレッドが単独で操るギャラクシーメガの攻撃を耐えしのぎそれでヒネラーを脅そうとしたところ、この時既に洗脳されヒネラーの下僕と化していたネジファントムに攻撃され、メガボイジャーから排除されてしまう。ネジソフィアの姿となってほどなくネジファントムとネジヴァルガーとでエネルギーを集中させる攻撃をしたため、この姿では独自の能力を見せていない。
- 植物とは異なる獣属性の女幹部ということから、ヒョウ柄やトラ柄のようにも見える模様を付けている。

ネジピンク
弓矢型のネジアローが武器。女性ながら女言葉を使わず、凄腕の射撃精度を誇るが直情的な性格。
ネジイエローと反目し合った末に「どちらが先にメガレンジャーのマスクを持ってこれるか」という勝負を行い、先にメガイエローを捕らえたネジイエローの下に現れてそのメガイエローを自分の狙うメガピンクをおびき出す餌にしようとするが、その争いの隙を突かれ逃げられてしまう。そしてネジイエローに見捨てられる形で一人取り残された後破損していた自分のマスクをメガピンクとメガイエローの連続攻撃で破壊され、追い詰められたところで正体を現して巨大化。メガボイジャーやメガウインガーを圧倒する実力を見せるが、最後はメガウインガーを囮にして放ったフルパワーのボイジャースパルタンで粉砕された。
ネジジェラス
ネジピンクの正体。毒々しい花のような姿で、蔓状の触手を使って攻撃する。
- デザインモチーフは植物で、ロールプレイングゲームの敵ボスのような大ボリュームのものを描いている。

ネジレ獣 / サイコネジラー
Dr.ヒネラーが作り出す地球侵略用の怪物。ネジレ獣はネジレ魔法陣にネジレ獣の卵（ネジレ獣遺伝子）を置き、「ネジレロン・ヒネクレロン」の呪文を唱えてネジレエネルギーを注ぎ込むことによって誕生する。名前は種類別に「○○（モチーフとなった生物の名前）ネジレ」となっている。また、バラネジレはシボレナの遺伝子から誕生している。地球の動植物をモデルにしており、その特徴が強化され、体のどこかがねじれている。人語をしゃべり人間とほぼ同程度の知能を持つ者が大半だが、人語を話さず獣同然の知能しか持たない者も何体かいる。卵にネジレエネルギーを注がずとも誕生させることは可能だが、その時は幼体で生まれる（しかし、明らかに地球の生物よりは成長が速い）。当初は巨大化時に全身を発光させながら巨大化したり、倒された時にDNAの螺旋構造状に変化してから爆発する演出がなされた個体が散見したが、いずれも途中から描写されなくなった。ガマネジレやウツボネジレ、アンコウネジレ兄弟のように同族の卵が複数存在する者もいる。カメレオンネジレは倒されても残骸が残っていたが、アンコウネジレの弟であるコムタンはネジレエネルギーを卵に注がれずに誕生したためか、ネジレ反応が出なかった上死後肉体が消滅している。
第33話からはネジレ魔法陣を発展させたと推測されるオルガン状の機器を使い金属原子を加えることによって、メカで強化されより無機的なデザインになったサイコネジラーが導入された。名前は種類別に「○○（モチーフとなった生物・無生物の名前）ネジラー」となっている。終盤には地獄や転送、幻など特定の特殊能力をモチーフにしたサイコネジラーも作られており、メガレンジャーたちを精神的に追い詰めるなどより邪悪でねじれた頭脳戦の作戦を展開する。

兵士クネクネ
ネジレジアの一般兵士で、名前のようにいつもくねくねした動きをしている。機関銃としても使用可能なねじれた形状の短剣を武器とする他、人間に変身する能力を持つ。工場で量産されている。そこではガラス細工のような工程が見られたが、ガマネジレの退化液を浴びると赤ん坊のような仕草を見せるので有機要素もあると思われる。第14話ではネジレ獣と同等の戦闘力を持つリーダー格であるボスクネクネが登場し、ボスを中心に多くのクネクネが集まりキングクネクネに巨大化したこともある。
- 従来の戦隊シリーズでは使用されなかった色として紫色が用いられている。

### ネジレジアの戦力
デスネジロ
ネジレジアの移動要塞。当初はネジレ次元に在ったが、第45話でネジレ次元が消滅した後は地球に移った。最終決戦ではヒネラーの改造により、人型の戦闘形態であるグランネジロスへの変形機能が追加された。
グランネジロス
デスネジロが変形した戦闘巨人。ロボットのような外見だが、ヒネラーと一体化した生命体であり、ボイジャースパルタンで腕を落とされても瞬時に再生する驚異的な再生能力を有する。武器は肩の触手と巨大な剣、そこから発射するビーム。メガボイジャーとの戦いではヒネラー自身の狂気と執念に加え、メガボイジャーが月面基地崩壊の影響で出力が低下していた状態もあって圧倒するが、長期戦が災いしてヒネラーの命が限界に達した上、3年A組のクラスメイトたちの応援で力を得たメガレンジャーの思わぬ反撃を喰らってしまう。最後はメガボイジャーを道連れに自爆、ヒネラー共々空の露と消えた。
ネジクラッシャー
第1話・第2話に登場するネジレジアが所有する戦艦。三次元とネジレ次元を次元間航行する性能を持つ。艦首部の1対の巨大な衝角とレーザーを武器とする。第2話で宇宙空間でギャラクシーメガと交戦の末、メガダッシュカッターで撃沈された。

## 組織・施設
世界科学連邦I.N.E.T.
I.N.E.T.（InternationalNetwork of Excel-science and Technology）は、科学の力で世界を守る国際組織で、劇中での読みは「アイネット」。メガレンジャーを指揮・支援し、その武器の開発やメンテナンスを行う。世界中から優秀な科学者と技術者が集まった地球規模の大組織のため、外国人もいるが数は少ない。当初は衛星軌道上に待機しているメガシップを本部としていたが、後半からは月面基地へその機能を移している。
スペース・ドッグ
デルタメガの開発・建造やそれ以外のメカの整備も行う宇宙ステーション。メガシップのドッキングポートも備える。
I.N.E.T.月面基地
物語後半のI.N.E.T.の活動拠点。当初は「スペースメガプロジェクト」の開発拠点として秘密裏に建造されたが、プロジェクトの最終計画の完了と共に前線基地としての性格を強めた。第50話でバーニングユガンデの襲撃を受け、壊滅状態に陥る。

諸星学園高校
東京都内にある私立高校。創立44年。健太ら5人は3年A組に在籍している。

ヒネラーシティ
ジャビウスハートを手に入れたヒネラーが作り上げた都市。中心にそびえるヒネラータワーで、捕らえた人間をデータカード化する。
- 脚本を担当した小林靖子は、自身が主人公を閉じ込める展開を好んでいたことから、ヒネラーシティを設定したと述べている。

## キャスト
戦隊メンバー最年長は遠藤耕一郎役の江原淳史（当時23歳）。また、並樹瞬役の松風雅也は本作品以降は声優としても活動し、以降のスーパー戦隊シリーズにも顔出しのみならず、たびたび声優として出演している。放送当時に雑誌『SPA!』で男性メンバーの特集が組まれており、シリーズで初めて一般誌で男性メンバーが取材された。
他のキャスティング面では、司令官役に「オンシアター自由劇場」出身で、同年1 - 3月にフジテレビ系にて先立って放送されていた『踊る大捜査線』で名を馳せることになる斉藤暁、敵最高幹部役に様々な方面で幅広く活躍する森下哲夫、女幹部役にAV女優出身で、一般ドラマなどにもその活躍を広げていた城麻美と、広範な人材が起用されている（城起用の意図については『激走戦隊カーレンジャー』の項の「キャスト」を参照）。また、ユガンデ役にはアニメ作品で活躍していた鈴置洋孝を起用し、メガレンジャーのメンバー役の新人俳優のアテレコの教育係的な役割を担った。また、岩本ジロウを演じている橋本巧はスーパー戦隊シリーズ第16作目に当たる『恐竜戦隊ジュウレンジャー』でタイガーレンジャー・ボーイを演じた、戦隊OBである。
また、第40話には子役時代の大島優子が出演し、ネジイエローが変装した幼い少女を演じている。
さらに中盤からは、早川裕作役に『重甲ビーファイター』のジースタッグ・片霧大作役で知られる金井茂が参加。ドラマ面はもちろん、バックステージでも若い主演俳優たちの兄貴分となった。なお、森下が演じたDr.ヒネラー以降、着ぐるみではなく役者によって演じられた男性幹部は2006年の『轟轟戦隊ボウケンジャー』まで暫く登場しなかった。
『激走戦隊カーレンジャー』同様、本作品でもナレーターはキャスティングされておらず、進行役は主にその回の主役となるキャラクターがナレーションを務めた。

### レギュラー・準レギュラー
- 伊達健太 / メガレッド - 大柴邦彦
- 遠藤耕一郎 / メガブラック - 江原淳史
- 並樹瞬 / メガブルー - 松風雅也
- 城ヶ崎千里 / メガイエロー - 田中恵理
- 今村みく / メガピンク - 東山麻美
- 早川裕作 / メガシルバー - 金井茂（24 - 29,32,33,35 - 38,40 - 44,46,48 - 51）
- 久保田博士 - 斉藤暁（1 - 10,12 - 51）
- 川崎省吾[注釈 34] - 田中優樹（20,21,31 - 33,49）
- 立花 - 宮下敬夫（1,2,5,6,16,19,21,24 - 26,31,32）
- ポップ[注釈 35] - サムエル・ポップ[注釈 36]（2,5,6,16,33,38,43,45 - 47,50,51）
- 三村[注釈 35] - 三村倫人（2,27,33,36,44,47,48,50,51）
- 大岩先生 - 野添義弘（12,13,17,18,27,30,37,45,46,48,49,51）
- 健太の母 - 大井小町（23,29）
- シンタロウ - 広原武成（6,45,49 - 51）
- ジロウ - 橋本巧（6,45,49,51）
- 恵理奈 - 重光絵美（37,40,49 - 51）
- タケシ - 浅利陽介（1,2,14,16,19,46）
- Dr.ヒネラー - 森下哲夫
- シボレナ（1 - 41,43 - 50）、鮫島静香（51） - 城麻美

### 声の出演
- ジャビウスI世 - 大友龍三郎（2,3,8,19,30,32,33,38,41 - 43）
- ユガンデ - 鈴置洋孝（1 - 3,5 - 31,33,35 - 39,41,43 - 50）
- ギレール - 仁内建之（19 - 31）
- ビビデビ - 関智一（1 - 17,19 - 37,39,41,44 - 47,49,50）
- ネジレッド - 舟津俊雄（38,39,41 - 43,47,48）
- ネジブラック - 安井邦彦（38,39,41 - 43,48）
- ネジブルー - 山田義暒（38,39,41,48）
- ネジイエロー - 勝生真沙子（38 - 43,48）
- ネジピンク - 山崎依里奈（38 - 40,48）

### ゲスト出演者
- 新宿ブラック[注釈 37] - 戸田洋平（1）
- I.N.E.T.隊員[注釈 38] - シェリー スゥエニー（1,8）
- 西山先生 - 有本千鶴（4）
- 豊川博士 - 堀正彦（5）
- 由里花 - 金子渚（7）
- 天文台所長 - 千葉茂（7）
- 所員 - 服部亮久（7）
- スポーツカーの男 - 黒川禎彦（7）
- 南冴子 - 望月沙耶（9）
- 少女 - 美吹彩（10）
- 瞬の母 - 佐藤ゆかり（10）
- ルリ - 鈴木美帆（11）
- 早乙女麻由子 - 鈴木奈穂（13）
- 田中教授 - 岡島博徳（13）
- シンヤ - 大沢佑介（14）
- シンヤの父 - 岡崎宏（14）
- 子供たち - 飯塚恭平、杉田祐紀、大脇舞（14）
- おまわりさん - 菅野達也（14）
- 東大寺宗一 - 稲津将比呂（15）
- 教頭 - 辻三太郎（15）
- 教師 - 白石タダシ（15）
- 焼肉屋のおやじ[注釈 39] - ドン貫太郎（16、23）
- 少年 - 畑中研人（18）
- 川崎博士 - 大林丈史（20）
- 研究員 - 須賀友之、坂大二郎（25,32）
- 南波博士 - 亜南博士（26）
- 南波夫人 - 西田有希（26）
- 大地 - 田山辰三（27）
- 真澄 - 吉沢直美（27）
- 千里のおばあちゃん - 石井トミコ（28）
- ウェイター - 大森博（29）
- アナウンサー - 白山照彦、檜山千明（29）
- 高野恵 - 高橋弥生（33）
- 遠藤真二 - 平塚大祐（34）
- 高志 - 内野謙太（34）
- コーチ - 城戸光晴（34）
- 医師 - 鎌田功（35）
- 女性技師 - 鈴木智絵（35）
- 来島副長官 - 久富惟晴（36）
- 秘書 - 谷藤太（36）
- 真希 - 篠原友紀（37,40）
- 遥 - 小林晃子（37）
- 安田 - 志村仁志（37）
- 谷口 - 伊藤啓（37）
- 白石歩美 - 大平麻衣（39）
- 女医 - 浅野富士子（39）
- 店員 - 蓬莱聡（39）
- 少女 - 大島優子（40）
- 加奈子 - 白石まるみ（46）
- 邦彦 - 鈴木大地（48）
- 母親 - 松尾晶代（48）
- 黒沢 - 三井善忠（49 - 51）
- 高寅成紀[注釈 40] - 小倉雄三（49 - 51）
- 学生 - 山本武春（49）

### スーツアクター
『鳥人戦隊ジェットマン』で負傷降板し『超力戦隊オーレンジャー』で復帰した蜂須賀祐一が、『ジェットマン』以来となるレギュラーキャラクターを担当した。蜂須賀は復帰後の現場は以前よりも芝居重視になっていたといい、自身の大きな転機にもなったと述べている。
『電子戦隊デンジマン』以来戦隊ロボのスーツアクターを務めている日下秀昭は、本作品で初めて戦隊メンバー役を担当した。以後、日下は1号ロボ役と並行して戦隊メンバー役も兼ねることが多くなった。また、主に仮面ライダーシリーズやメタルヒーローシリーズを中心に活動していた岡元次郎も本作品で初めて戦隊メンバーを担当した。メガレッド役の横山一敏は、本作品のメンバーは全員が主役級であったと評している。
- メガレッド[出典 40]、メガブルー（分身体）[84] - 横山一敏
- メガブラック[出典 41] - 岡元次郎
- メガブルー[出典 42]、デルタメガ[89] - 高岩成二
- メガイエロー[出典 43]、メガブルー（分身体）[84] - 蜂須賀祐一
- メガピンク[90][24] - 神尾直子
- メガシルバー[出典 44] - 日下秀昭
- ユガンデ[出典 45] 、カナリアネジラー[96] - 竹内康博
- メガブルー（分身体）- 中川素州 [84]、水谷健 [84]
- ギレール[97] - 大藤直樹
- ネジレ獣[96] - 石垣広文、森美昭
- ネジレ獣[96]、クネクネ[98] - 伊藤慎
- その他 - 山口照雄[99]、渋江勝[100]

## スタッフ
プロデューサーには、前作から引き続き続投の髙寺成紀に加え、それまで2時間ドラマや『超光戦士シャンゼリオン』を手がけていた武部直美が戦隊に初参加。当時入社間もない新人社員の若松豪がアシスタントプロデューサーとして初参加。
初回の脚本には、戦隊に初参加であり、かつて『ビーナスハイツ』『幕末高校生』などの作品で髙寺と面識があった武上純希が登板。また中盤以降ではそれまでメタルヒーローシリーズ中心に活躍していた小林靖子が武部からの誘いにより初参加した。また、荒川稔久や『超人機メタルダー』で特撮脚本の経験がある柳川茂も単発話を多数執筆した。最終3部作は小林→武上→荒川の順番で1本ずつ担当するというシフトを敷いている。
演出面では、パイロットに『地球戦隊ファイブマン』以来7年ぶりとなる長石多可男を起用。また、田﨑竜太は本作品のオープニング&エンディング演出含む数々の重要エピソード（新ロボ&新戦士登場編、地方ロケ編、オリジナルビデオなど）を手掛け、次作『星獣戦隊ギンガマン』でメイン監督を務めることになった。前作で監督デビューした竹本昇は早くもセカンドパイロットの演出を任されていたものの、本作品への参加は序盤のみに留まった。竹本の降板以降は『超力戦隊オーレンジャー』以来の戦隊シリーズ参加となる辻野正人がローテーション監督として番組を支え、終盤部では同時期に放送されていた『ビーロボカブタック』のメイン監督を務めていた坂本太郎が加わっている。第2クールから参加した辻野正人は、『オーレンジャー』前半でシリーズを離れていたが、以前『ビーナスハイツ』に参加していた縁で再び起用された。
ネジレジア側のメインデザイナーは、前作『カーレンジャー』でダップ関連のデザインを担当した下条美治が初担当。前作に引き続き野崎明と阿部統も参加している。
- 原作：八手三郎
- 連載：テレビマガジン、てれびくん
- 脚本：武上純希、荒川稔久、柳川茂、小林靖子
- 音楽：奥慶一
- アクション監督：竹田道弘（ジャパンアクションクラブ）
- 監督：長石多可男、竹本昇、田﨑竜太、辻野正人、坂本太郎
- 撮影：いのくままさお
- 照明：竹田勝三、高橋道夫
- 計測：黒須健雄、上赤寿一、田中久之、大沢信吾、内田正司
- 操演：船越幹雄
- 記録：安倍伸子
- 美術：山下宏
- 装飾：高谷昌毅（装美社）
- 装置：紀和美建
- 美粧：サン・メイク
- 衣裳：東京衣裳新社
- 録音：石川孝
- 編集：成島一城、洲崎千恵子、菅野順吉
- 音響効果：阿部作二（大泉音映）
- 選曲：宮葉勝行
- 現像：東映化学ファイン・ネガ・ビデオシステム
- ダンス指導：安地里恵
- 企画協力：企画者104
- キャラクターデザイン：下条美治、野崎明、阿部統[注釈 41]
- イラスト：野口竜、スタジオメルファン
- 造型：レインボー造型企画、前澤範
- 視覚効果：沖満
- デジタル合成：大谷喜朋
- 技術協力：東通
- カースタント：タケシレーシング
- 車両協力：スズキ株式会社
- 撮影協力：東京都庁、江ノ島電鉄、学校法人・佐藤栄学園、平成国際大学、那須高原りんどう湖ファミリー牧場
- 装飾協力：エプソン販売株式会社
- 衣裳協力：矢部プロカッティング
- 広報：鈴木かおり（テレビ朝日）
- プロデューサー補：若松豪（第26話より）
- 助監督：中沢祥次郎、木村繁仁、深作健太、塩川純平
- 進行主任：谷口正洋、青柳夕子
- 制作デスク：岩永恭一郎
- 制作担当：藤田佳紀
- (株)特撮研究所
  - 操演：鈴木昶、阿部匠
  - 撮影：高橋政千
  - 照明：林方谷
  - 美術：木植健次
- デジタルエフェクト：尾上克郎
- 特撮監督：佛田洋
- プロデューサー：太田賢司（テレビ朝日）、髙寺成紀・武部直美（東映）、矢田晃一（東映エージエンシー）
- 制作：テレビ朝日、東映、東映エージエンシー

## 音楽
大量にシングルがリリースされた前作の流れを汲む形で、本作品では主題歌・挿入歌を収録したシングルCDが5枚リリースされ、『ソングコレクション』はそのベスト盤という形で発売された。さらに新規挿入歌を網羅した『ソングコレクション2』も後に発売されており、2000年代以降のスーパー戦隊シリーズのサウンドトラック盤にも多く見られる、ドラマパートと楽曲パートを織り交ぜた構成も同アルバムでは採り入れられている。
サウンドトラック盤である『ミュージックコレクション』は前作同様3枚がリリースされ、新たに登場したCDコロちゃんパックでは新規挿入歌2曲がシングルカットされている。またCMソングはバンダイ側で制作していたためCDには収録されなかったが、これに対するクレームが寄せられ、翌年以降はCMソングも日本コロムビアが担当。番組と玩具CMとで楽曲制作者が統一される格好となった。
主題歌
オープニングテーマ「電磁戦隊メガレンジャー」
作詞：八手三郎 / 作曲・編曲：奥慶一 / 歌：風雅なおと
歌詞は「普通の高校生が戦士になってしまった」という番組の設定を前面に押し出したものとなっている（2番の歌詞のフレーズは特にそれを強調している）。
第33話から歌詞が2番に変更され、同時にオープニング映像の各出演者の紹介場面などの一部映像も一新されている。
挿入歌としては第46話で歌唱版が使用された。
メロオケ版は番組内でも劇伴として度々使用された他、第8話から21話までの次回予告においても、このメロオケを編集したバージョンが用いられている。
エンディングテーマ
「気のせいかな」（第1 - 20・31 - 51話）
作詞：八手三郎 / 作曲・編曲：鷹虎 / 歌：風雅なおと
1 - 20話・最終話では1番を、31 - 50話では2番をそれぞれ使用。
劇中挿入歌としては第17話で歌唱版、第6・17・28・39話でインストゥルメンタル版が使用された。
『非公認戦隊アキバレンジャー シーズン痛』において第10痛のEDとしてツー将軍（堀川りょう）が本曲をカバーしている。
「Bomb Dancing メガレンジャー」（第21 - 30話）
作詞：藤林聖子 / 作曲・編曲：佐橋俊彦 / 歌：朝川ひろこ
夏季限定のエンディングとして使用された曲で、初の女性ソロによる主題歌であると共に、シリーズ初の音頭エンディングである。

挿入歌
「インストール! メガレンジャー」（第4・44・47話）
作詞：大和祐加里 / 作曲・編曲：三宅一徳 / 歌：風雅なおと
第10話ではインストゥルメンタル版が使用された。
「サイバースライダーTMY（ちょメガよろしく）」
作詞：藤林聖子 / 作曲・編曲：佐橋俊彦 / 歌：高尾直樹
「Mighty! メガレンジャー」（第15・42・44話）
作詞：金子早苗 / 作曲・編曲：有澤孝紀 / 歌：坂井紀雄
第42話ではカラオケ版と併用された。
「Digdug! デジタンク」（第6話）
作詞：小泉卓 / 作曲・編曲：佐橋俊彦 / 歌：坂井紀雄
「電磁合体! ギャラクシーメガ」（第12・44話）
作詞：小泉卓 / 作曲・編曲：三宅一徳 / 歌：風雅なおと
「諸星学園高校 修学旅行の歌」（第17話）
作詞：荒川稔久 / 作曲・編曲：宮葉勝行 / 歌：今村みく（東山麻美）
インストゥルメンタル版と併用された。
「COSMIC WORLD」（第40話）
作詞：洲崎千恵子 / 作曲・編曲：奥慶一 / 歌：大木理紗
「最強! スーパーギャラクシーメガ!!」（第22・29・44話）
作詞：小泉卓 / 作曲・編曲：亀山耕一郎 / 歌：山形ユキオ
第22話ではインストゥルメンタル版と併用され、第21・30・42話ではインストゥルメンタル版のみが使用された。
「マルチウェポン 目が離せない!」
作詞：大和祐加里 / 作曲・編曲：梶本芳孝 / 歌：高山成孝
「Don't Stop! メガシルバー」（第36話）
作詞：小林靖子 / 作曲・編曲：奥慶一 / 歌：高尾直樹
第36話ではインストゥルメンタル版と併用され、第37・40・44話およびVSカーレンジャーではインストゥルメンタル版のみが使用された。
「ビビ! ビビデビだデビ!!」
作詞：ビビデビ / 作曲・編曲：見里朝生 / 歌：ビビデビ（関智一）
第37話では前奏音楽のみが使用された。
「青い悪魔の微笑み」
作詞：荒川稔久 / 作曲・編曲：佐橋俊彦 / 歌：シボレナ（城麻美）
「MEGARANGER "THE CYBERDELIX"(オープニング･テーマ英語ヴァージョン)」（44話・VSカーレンジャー）
作詞：八手三郎 / 英作詞：T-CRANE / 作曲・編曲：奥慶一 / 歌：MEGA MICKEY
「踊ろよバトル〜オレたちのすべて〜」
作詞：八手三郎 / 作曲・編曲：一ノ瀬響 / 歌：KAT
「私らしく明日へ」（第37・44話）
作詞：荒川稔久 / 作曲・編曲：亀山耕一郎 / 歌：城ヶ崎千里（田中恵理）
第37話のラストシーンおよび第44話では歌い出しがアカペラの音源が使用された。
「銀河を守れ! メガボイジャー」（第32話）
作詞：洲崎千恵子 / 作曲：出口雅生 / 編曲：亀山耕一郎 / 歌：坂井紀雄
「5人でメガレンジャー」
作詞：小泉卓 / 作曲・編曲：三宅一徳 / 歌：デジケン・ファイブ（大柴邦彦、江原淳史、松風雅也、田中恵理、東山麻美）
「eighteen, eighteen」（第49話）
作詞：小泉卓 / 作曲・編曲：出口雅生 / 歌：KAT
カラオケ版と併用された。
上記の他、第29話においてブタネジレ人間体（演：森野熊八）がダイエットクレープを作る際に歌う楽曲があるが音源化はされておらず、正式タイトル、作詞・作曲・編曲者のいずれも公表されていない。

## 評価
総売上は74億円、うち玩具売上が48億円と前作より低下する結果となった。

## 制作
東映プロデューサーの髙寺成紀によれば、モチーフや方向性が明確であった前作『激走戦隊カーレンジャー』に対し、本作品は立ち上げに苦労したといい、「デジタル」というテーマが漠然としていたためロボットなどのデザインに時間がかかったと述べている。「宇宙」という要素はパワーレンジャーシリーズとの連動を意図したものであり、アメリカでSF宇宙映画が再燃すると見込まれたため取り入れられた。高校生という要素は、テレビ朝日プロデューサーの岩本太郎によるもので、若いキャストを揃えることで視聴率の向上を意図していた。髙寺は、当初「デジタル」という題材をどう描くかということにとらわれていたが、第5話のラッシュを観てリアルな学園生活に軸足を置くことにしたという。
東映プロデューサーの武部直美のこだわりにより、メンバー同士の組み合わせで物語が展開するのも特徴であった。監督の田﨑竜太は、武部や脚本家の小林靖子ら女性スタッフが重要箇所に携わるようになったことが感慨深かったといい、女性視点での意見も新鮮であったと述べている。
メインライターの武上純希はSF要素にこだわりメガシップ内の描写やネジレジアの作戦目的など説得力のある描写に注力するなど、スタッフ内では作り手側自身が納得できた上で子供たちにいいものを見せるという姿勢が貫かれた。

## 放送日程
- サブタイトルのフォーマットは全話を通して、「○○○○!(?)××××」パターンで統一。タイトルコールはその回の主役が担当する。

| 放送日         | 放送回 | サブタイトル                        | 登場怪人・メカ | 脚本     | 監督       |
| -------------- | ------ | ----------------------------------- | --- | -------- | ---------- |
| 1997年02月14日 | 1      | ゆるすな! ねじれた侵略者            | - 戦艦ネジクラッシャー | 武上純希 | 長石多可男 |
| 2月21日        | 2      | 見てくれ! 俺たちのギャラクシーメガ  | - エイネジレ（声 - 宇垣秀成） - 戦艦ネジクラッシャー | 武上純希 | 長石多可男 |
| 2月28日        | 3      | マジかよ!? でっかいネジレ獣         | - サイネジレ（声 - 桜井敏治） | 武上純希 | 竹本昇     |
| 3月07日        | 4      | 砕くぞ! シボレナの罠                | - カメレオンネジレ（声 - 千田義正） | 荒川稔久 | 竹本昇     |
| 3月14日        | 5      | キメるぜ! これが裏技バトル          | - エビネジレ（声 - 風間信彦） | 武上純希 | 田﨑竜太   |
| 3月21日        | 6      | やったね! 爆走デジタンク            | - ゾウネジレ（声 - 千田義正） | 武上純希 | 田﨑竜太   |
| 3月28日        | 7      | ナンなの? おっかけ迷惑娘            | - ハチネジレ（声 - 鈴木琢磨） | 荒川稔久 | 長石多可男 |
| 4月06日        | 8      | 負けるか! 逆転チームワーク          | - | 武上純希 | 長石多可男 |
| 4月13日        | 9      | あばくぞ! 魔物がひそむCD            | - コウモリネジレ（声 - 石黒久也） | 武上純希 | 竹本昇     |
| 4月20日        | 10     | さよなら! 哀しみのアンドロイド      | - ネオコウモリネジレ（声 - 吉川虎範） - アンドロイド167号 | 荒川稔久 | 竹本昇     |
| 4月27日        | 11     | あぶない! 赤いバラの誘惑            | - バラネジレ（声 - 芳野美樹） - プチバラネジレ | 荒川稔久 | 田﨑竜太   |
| 5月04日        | 12     | こまるぜ! 我らのぐうたら先生        | - モグラネジレ（声 - 米山信之） | 武上純希 | 田﨑竜太   |
| 5月11日        | 13     | どきどき! 先生は風のように          | - 究極生命体 | 武上純希 | 長石多可男 |
| 5月18日        | 14     | びっくり! おとなりはネジレジア      | - ボスクネクネ（人間体 - 菅野達也、声 - 園部啓一） - キングクネクネ | 武上純希 | 長石多可男 |
| 5月25日        | 15     | 見やぶれ! 天才高校のカラクリ        | - フクロウネジレ（声 - 辻村真人） | 柳川茂   | 辻野正人   |
| 6月01日        | 16     | 激ヤバ! オレたち死ぬのか?           | - ドクガネジレ（声 - 宮田浩徳） | 小林靖子 | 辻野正人   |
| 6月08日        | 17     | すごすぎ!? いけてるスーパーみく     | - ガマネジレ（声 - 清川元夢） | 荒川稔久 | 田﨑竜太   |
| 6月15日        | 18     | 守るぞ! 不思議な少年の森            | - キノコネジレ（声 - 小関一） | 荒川稔久 | 田﨑竜太   |
| 6月22日        | 19     | 打ちこめ! 不屈の必殺パンチ          | - サソリネジレ（声 - 千田義正） | 武上純希 | 長石多可男 |
| 6月29日        | 20     | たのむぜ! 新ロボ デルタメガ         | - ワニネジレ1 - ワニネジレ2 | 武上純希 | 長石多可男 |
| 7月06日        | 21     | いまこそ! 命をかけた超合体          | - ムカデネジレ（声 - 斉藤茂一） - 亡霊ネジレ獣軍団 - サイネジレ - エビネジレ - ハチネジレ - ドクガネジレ - ガマネジレ                                                            | 武上純希 | 長石多可男 |
| 7月20日        | 22     | ぬけ出せ! 悪魔のラビリンス          | - アリジゴクネジレ（声 - 長嶝高士） | 荒川稔久 | 辻野正人   |
| 7月27日        | 23     | なんでだ! オレのたまごはネジレ獣    | - アンコウネジレ（声 - 堀本等） - コムタン（声 - ゆきじ） | 柳川茂   | 辻野正人   |
| 8月03日        | 24     | 独走! 銀色のニューフェイス          | - バッファローネジレ - バッファローネジレ（ダミー） | 小林靖子 | 田﨑竜太   |
| 8月10日        | 25     | ギリギリ! タイムリミット2分半       | - ウツボネジレ（声 - 塩野勝美） - ウツボネジレ（クローン）（声 - 塩野勝美） | 小林靖子 | 田﨑竜太   |
| 8月17日        | 26     | ホントか!? ネジレジアの最期         | - セミネジレ（声 - 岡和男） | 小林靖子 | 長石多可男 |
| 8月24日        | 27     | けちらせ! 死を呼ぶ魔のサンゴ        | - サンゴネジレ（声 - 小室正幸） | 武上純希 | 長石多可男 |
| 8月31日        | 28     | おてあげ! 爆裂ばあちゃん旋風        | - シロアリネジレ（メス）（声 - 栗山微美子） - シロアリネジレ（オス）（声 - 新井一典）                                                                                            | 荒川稔久 | 辻野正人   |
| 9月07日        | 29     | やせたい! みくの怪しいダイエット    | - ブタネジレ（人間体（ヒゲのコック） - 森野熊八、声 - 渡部猛） | 柳川茂   | 辻野正人   |
| 9月14日        | 30     | サク烈! 友情のコンビネーション      | - ギガギレール | 武上純希 | 田﨑竜太   |
| 9月21日        | 31     | 止めるぜ! ギレールの暴走            | - マッドギレール - ギギレ | 小林靖子 | 田﨑竜太   |
| 9月28日        | 32     | 終わりか!? 絶体絶命ギャラクシーメガ | - マッドギレール - ギギレ | 小林靖子 | 田﨑竜太   |
| 10月05日       | 33     | ウキウキ! 月から来た恋人            | - ライオンネジラー（声 - 小池浩司） | 荒川稔久 | 長石多可男 |
| 10月12日       | 34     | 見せるぜ! 兄貴のミラクルシュート    | - ヤマアラシネジラー（人間体 - 城戸光晴、声 - 津田英三） | 柳川茂   | 長石多可男 |
| 10月19日       | 35     | のりきれ! メガシルバー最大の危機    | - カマキリネジラー（声 - 岸野一彦） | 小林靖子 | 辻野正人   |
| 10月26日       | 36     | はばたけ! 宇宙に舞う希望の翼        | - コンドルネジラー（声 - 青山穣） | 小林靖子 | 辻野正人   |
| 11月02日       | 37     | どうして？ 千里がオヤジ声           | - カナリアネジラー（声 - 大塚明夫、田中恵理） | 荒川稔久 | 田﨑竜太   |
| 11月16日       | 38     | 戦慄! ネジレジアの凶悪戦隊          | - 邪電戦隊ネジレンジャー | 武上純希 | 田﨑竜太   |
| 11月23日       | 39     | バレたぜ! メガレッドの正体          | - トカゲネジラー（声 - 秋元羊介） | 武上純希 | 長石多可男 |
| 11月30日       | 40     | コワいぜ! バッドな女たち            | - ネジイエロー（人間体 - 大島優子） - ネジピンク - ネジジェラス | 小林靖子 | 長石多可男 |
| 12月07日       | 41     | キレてる! 青の恐怖ネジブルー        | - ネジブルー - ネジビザール | 小林靖子 | 辻野正人   |
| 12月14日       | 42     | ふりきれ! 邪悪な追跡者              | - ネジレッド（人間体 - 残間洋） - ネジファントム - ネジブラック（人間体 - 朝山恭行） - ネジヴァルガー - ネジイエロー（人間体 - 西田ももこ） - ネジソフィア - 邪電王ジャビウス1世 | 武上純希 | 辻野正人   |
| 12月21日       | 43     | 負けない! 決戦はクリスマスイブ      | - ネジレッド（人間体 - 残間洋） - ネジファントム - ネジブラック（人間体 - 朝山恭行） - ネジヴァルガー - ネジイエロー（人間体 - 西田ももこ） - ネジソフィア - 邪電王ジャビウス1世 | 武上純希 | 長石多可男 |
| 12月28日       | 44     | お気楽! 健太の年越し騒動            | - | 小林靖子 | 辻野正人   |
| 1998年01月04日 | 45     | しぶとい! ヒネラーの大逆襲          | - トゲバリネジラー（声 - 千田義正） | 柳川茂   | 長石多可男 |
| 1月11日        | 46     | 阻むぞ! 地獄への船出                | - マボロシネジラー（声 - 大黒和広） | 武上純希 | 辻野正人   |
| 1月18日        | 47     | とびこめ! 恐怖のヒネラーシティ      | - テンソウネジラー（声 - 伊藤栄次） | 小林靖子 | 辻野正人   |
| 1月25日        | 48     | つぶすぜ! ヒネラーの黒い野望        | - 再生ネジレンジャー | 武上純希 | 坂本太郎   |
| 2月01日        | 49     | 絶望! 俺たちは嫌われ者!?            | - ジゴクネジラー（人間体 - 山本武春、声 - 長沢徹） | 小林靖子 | 坂本太郎   |
| 2月08日        | 50     | 壮絶! 灼熱の超戦士ユガンデ          | - バーニングユガンデ - シボレナ | 武上純希 | 長石多可男 |
| 2月15日        | 51     | つかむぜ! 俺たちの卒業証書          | - Dr.ヒネラー怪人体 - グランネジロス - ビビデビ | 荒川稔久 | 長石多可男 |

## 放映ネット局
| 対象地域       | 放送局           | 系列           | 備考 |
| -------------- | ---------------- | -------------- | --- |
| 関東広域圏     | テレビ朝日       | テレビ朝日系列 | キーステーション |
| 北海道         | 北海道テレビ     | テレビ朝日系列 | |
| 青森県         | 青森朝日放送     | テレビ朝日系列 | |
| 岩手県         | 岩手朝日テレビ   | テレビ朝日系列 | 1997年4月4日まで時差ネットのち、同年4月6日よりキー局同時ネット |
| 宮城県         | 東日本放送       | テレビ朝日系列 | |
| 秋田県         | 秋田朝日放送     | テレビ朝日系列 | |
| 山形県         | 山形テレビ       | テレビ朝日系列 | |
| 福島県         | 福島放送         | テレビ朝日系列 | |
| 新潟県         | 新潟テレビ21     | テレビ朝日系列 | 1997年4月4日まで金曜 16:25 - 16:50にて時差ネットのち、同年4月6日（第8話）よりキー局同時ネット |
| 富山県         | 北日本放送       | 日本テレビ系列 | 1997年3月31日より月曜 16:55 - 17:25にて放送開始。 |
| 石川県         | 北陸朝日放送     | テレビ朝日系列 | 1997年4月4日まで金曜 17:00 - 17:25にて時差ネットのち、同年4月6日（第8話）よりキー局同時ネット |
| 福井県         | 福井テレビ       | フジテレビ系列 | 1997年5月1日より木曜 16:25 - 16:55にて放送開始。 |
| 山梨県         | 山梨放送         | 日本テレビ系列 | |
| 長野県         | 長野朝日放送     | テレビ朝日系列 | |
| 静岡県         | 静岡朝日テレビ   | テレビ朝日系列 | 放送当時、日曜8時台前半にて自社制作番組を、日曜7時台後半にてメタルヒーローシリーズ（当時はビーロボカブタック）を7日遅れで放送していた都合上、キー局での放送時間変更後も従前と同様に、金曜夕方での放送が2000年まで継続された。 |
| 中京広域圏     | 名古屋テレビ     | テレビ朝日系列 | |
| 近畿広域圏     | 朝日放送         | テレビ朝日系列 | 現 朝日放送テレビ |
| 鳥取県・島根県 | 山陰中央テレビ   | フジテレビ系列 | |
| 広島県         | 広島ホームテレビ | テレビ朝日系列 | |
| 山口県         | 山口朝日放送     | テレビ朝日系列 | 1997年3月まで時差ネットのち、同年4月よりキー局同時ネット |
| 徳島県         | 四国放送         | 日本テレビ系列 | |
| 香川県・岡山県 | 瀬戸内海放送     | テレビ朝日系列 | |
| 愛媛県         | 愛媛朝日テレビ   | テレビ朝日系列 | |
| 高知県         | テレビ高知       | TBS系列        | 44話を最後に打ち切り、1998年4月から7月まで戦隊枠一時消滅 |
| 福岡県         | 九州朝日放送     | テレビ朝日系列 | |
| 長崎県         | 長崎文化放送     | テレビ朝日系列 | |
| 熊本県         | 熊本朝日放送     | テレビ朝日系列 | |
| 大分県         | 大分朝日放送     | テレビ朝日系列 | |
| 宮崎県         | 宮崎放送         | TBS系列        | |
| 鹿児島県       | 鹿児島放送       | テレビ朝日系列 | 7話までは時差ネットで放送 |
| 沖縄県         | 琉球朝日放送     | テレビ朝日系列 | |

## 映像ソフト化
いずれも発売元は東映ビデオ。
- ビデオ（VHS、セル・レンタル共通）は1998年4月から1999年3月にかけて、全12巻（各巻4話（10 - 12巻のみ5話）収録）がリリースされた他、テレビシリーズの再編集として「HEROクラブ」より全3巻がリリースされている。
- DVDは2006年4月21日から8月4日にかけて、全5巻（各巻2枚組、10話（Vol.1のみ11話）収録）がリリースされた他、2018年7月11日には既発売分を2巻にまとめた廉価版DVDコレクション（Vol.1、Vol.2）もリリースされている。このうち後者では第6話の映像の一部に欠落があるが、これについては「原版上の異常」「修復は不可能」と説明されている[117]。

## オリジナルビデオ
- 電磁戦隊メガレンジャーVSカーレンジャー
- 星獣戦隊ギンガマンVSメガレンジャー

## 児童誌特製ビデオ
- 『電磁戦隊メガレンジャースーパービデオ「きみもなれるぞ!メガヒーロー」』
  - 構成 - 小泉卓
  - 演出・編集 - こんのはるひと
  - 演出補 - 諸田敏
  - 音楽 - 奥村雪路

## CS放送・ネット配信
CS放送
- 東映チャンネル
  - 2010年10月 - 2011年4月
  - 2013年3月 -9月（いずれも「スーパー戦隊ワールド」枠）

ネット配信
- 東映特撮 YouTube Official
  - 2011年8月1日 - 2012年1月22日
  - 2013年12月16日 - 2014年6月8日
  - 2017年10月29日 - 2018年4月22日
  - 2024年8月1日 - 2025年1月23日
- 東映特撮ニコニコおふぃしゃる
  - 2016年12月23日 - 2017年12月8日
- Amazon Prime Video…有料配信中

## シリーズ内の他作品への登場
スーパー戦隊大集合
『未来戦隊タイムレンジャー』第51話として放送された特別総集編。タイムレンジャー5人がタイムジェットで本作品の世界を見に来たという設定で、本作品の映像が流用されている。
百獣戦隊ガオレンジャーVSスーパー戦隊
『百獣戦隊ガオレンジャー』のスーパー戦隊Vシネマ作品で、メガレッドとみく/メガピンク、デルタメガ（シャトルモード）が登場。
海賊戦隊ゴーカイジャー
関連する映画も含め、複数のキャラクターやメカが同作品にて登場。
テレビシリーズ：健太（第39話）、メガウイング（第50話）
ゴーカイジャー ゴセイジャー スーパー戦隊199ヒーロー大決戦：ギャラクシーメガ
海賊戦隊ゴーカイジャー THE MOVIE 空飛ぶ幽霊船：クネクネ
『仮面ライダー×スーパー戦隊 超スーパーヒーロー大戦』
メガレッドが登場。
『機界戦隊ゼンカイジャー THE MOVIE 赤い戦い! オール戦隊大集会!!』
2021年2月20日公開。メガレッド、クネクネが登場。
『機界戦隊ゼンカイジャーVSキラメイジャーVSセンパイジャー』
2022年4月29日期間限定劇場上映、同年9月28日にBlu-ray&DVD発売。メガレッドが登場。